# 马西
马西（法語：Massy，發音：[masi] ⓘ），法国中北部城市，法兰西岛大区埃松省的一个市镇，隶属于帕莱索区，其市镇面积为9.43平方公里，2022年1月1日时人口数量为50,597人，在法国城市中排名第128位。
马西位于埃松省北部，与上塞纳省接壤，是一个区域性的中心城市，也是巴黎南部郊区的重要组成部分。马西的城市建设始于近代，法国食品工程师尼古拉·阿佩爾曾于1802年在马西建立了世界上第一个食品罐头工厂。19世纪末期，马西成为一个铁路枢纽。20世纪后，马西因巴黎的城市扩张而得到发展，当地人口数量在二战后快速增加，1965年马西境内建成了法国郊区首个集中式商业购物中心，至2018年，马西已成为埃松省人口第三多和人口密度第二高的市镇。
马西在法国现代交通网中有重要的战略意义，由巴黎前往法国西部地区的高速公路和高速铁路均由此通过。马西境内的两个大型铁路客运枢纽——马西-帕莱索站和马西TGV站分别为法兰西岛区域铁路网和法国高速铁路网的重要枢纽，马西市区距离巴黎-奥利机场的里程亦在15公里内。马西也是巴黎南部重要的科教园区，是CGG地球物理服务中心的总部所在地，法国生命与环境科学工业学院在此设有一个校区，同时马西还拥有巴黎郊区唯一的歌剧院。

## 地名来源
“马西”作为城镇名称最初于以的形式记载于公元9世纪。该名称普遍被认为与古罗马人物马丘斯有关。根据法国语言学家埃内斯特·内格尔的论断，在13世纪以前，“马西”的写法为，其中“-acum”是高卢的一个常见地名后缀，意为“城镇”。

## 历史

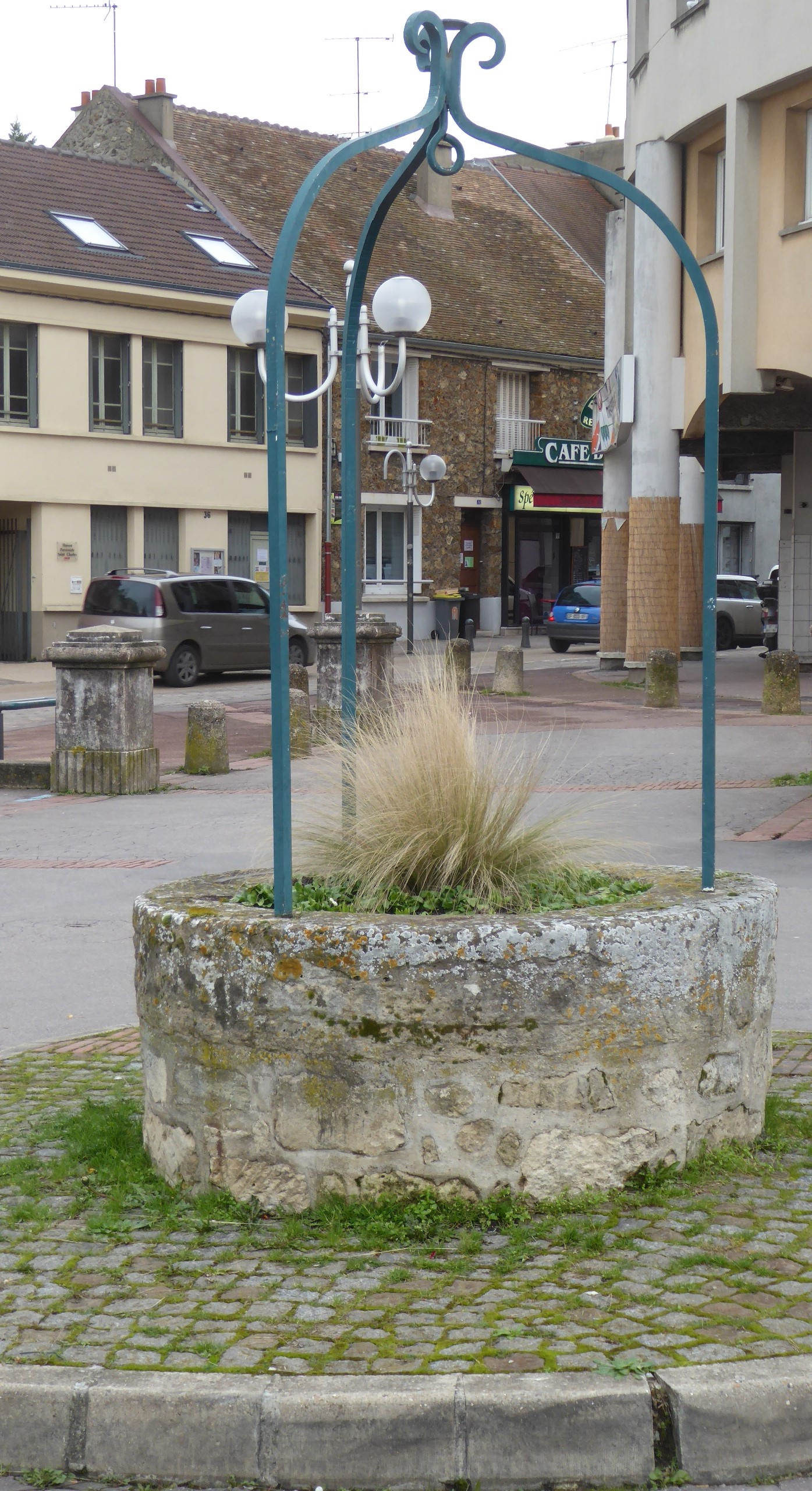
马西境内的一处古井

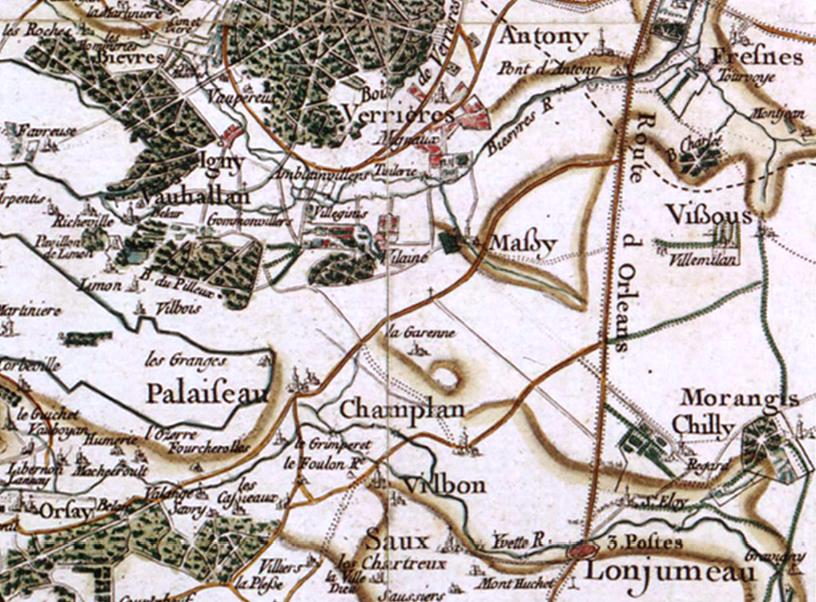
卡西尼地图上的马西

### 古典时期
根据古罗马传说，馬克西米安曾于公元4世纪初在戈东山（Mont Gaudon）会见了马丘斯，并在其附近建立了一处村落，成为马西的前身。公元6世纪初，法兰克人入侵这一区域。555年，希尔德贝特一世将此地赠予圣日耳曼德普雷修道院，此后，维尔弗雷迪斯（Vulfredus）成为马西的首个有记载的领主。

### 中世纪至法国大革命
中世纪初期，马西长期为一处普通的农业村落，其人口数量略有扩张。公元10世纪时，马西的领主获得男爵头衔。12世纪时，当地的领主约翰将马西一分为三，分别赠给其三个儿子：纪尧姆（Guillaume）、艾蒙（Aymon）和让（Jean），其中纪尧姆获得马西的历史街区，艾蒙和让则获得了马西附近的两处新的土地，分别被命名为艾蒙尼斯（Haymonis）和若阿尼斯（Joanis）。而让的长孙雨格（Hugues）则于1216年在其土地上建成了维尔热尼斯城堡，成为了新的家族宅邸。
马西中世纪末的历史与维尔热尼斯城堡息息相关。百年战争时期，维尔热尼城堡被损毁，15世纪末逐渐恢复，其建筑主体增加至三层，外观装饰为文艺复兴风格。1502年，富尔科家族（famille Fourquaud）继承了维尔热尼城堡，该家族财力雄厚，城堡得到了进一步的扩张和装饰。16世纪末，维尔热尼斯城堡先后被蒙莫朗西公爵安内和维尼家族（famille Vigny）成员获得，1635年至1719年间曾一度闲置，后在领主克洛德·格吕克的主持下再次启用并得到新的扩张。1777年，马西女领主露易丝与摩纳哥国王奥诺雷四世联姻，其家族迁至摩纳哥，维尔热尼斯城堡再次空置。
1780年，为了解决巴黎左岸地区的生活饮水问题，流经马西的伊韦特河和比耶夫尔河进行了人工治理，其中比耶夫尔河的巴黎市区段被改造成为地下河，而马西附近的河段则增加了许多用于农业灌溉的水渠。同一时期，外科医生雅克·特农购下了马西境内的一块农场，该区域后被归属至欧特伊学徒基金会。法国大革命后，马西成为塞纳-瓦兹省的一个市镇，雅克·特农成为该市的首任市长，并于次年竞选为省级议员。而维尔热尼斯城堡则被收归国有，自1795年起成为一处纺织手工作坊。

### 近代

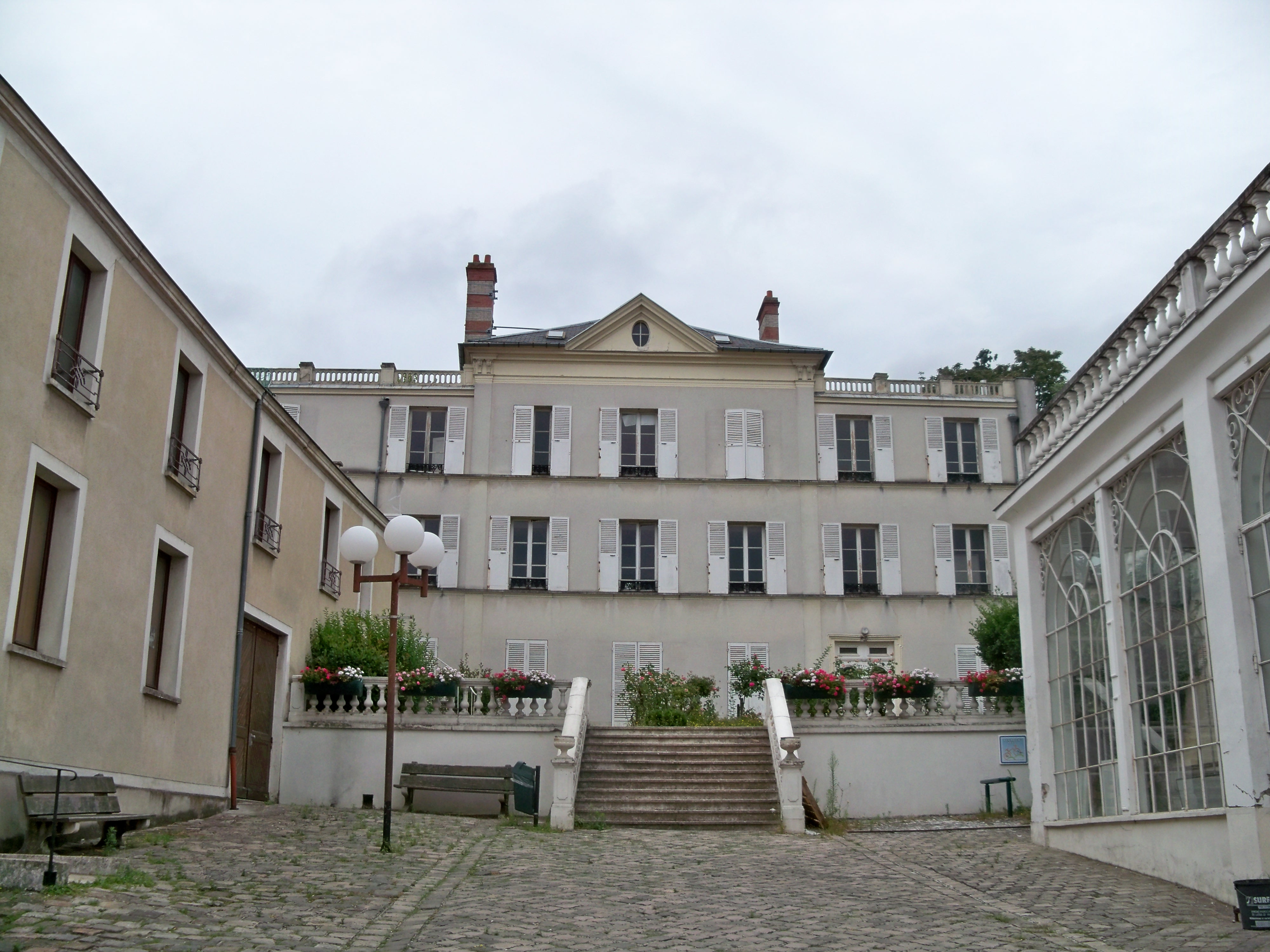
尼古拉·阿佩爾在马西的旧居

19世纪初，马西尚为一个千余人口的普通农业城镇，纺织是当地主要的手工业部门。1802年，法国糕点师尼古拉·阿佩爾发明了食品罐头，并在马西建立了世界上第一家罐头食品厂。1814年，第六次反法同盟占领了马西并摧毁了食品厂，维尔热尼斯城堡也有所破坏。1852年，法兰西第三帝国皇帝热罗姆·波拿巴购得城堡，成为一处私人宅邸。
1854年，途径马西的索镇铁路建成通车，1856年，马西境内出现了当地第一所市政学校。1882年，巴黎大环线铁路分段建成，马西成为巴黎南部远郊的一个铁路枢纽。1884年，马西境内出现了一个小号音乐团。1890年，法国大型农业科技公司Vilmorin & Cie在马西境内建立了一处分支，当地开始出现现代工业部门，其城市也有所扩张。但直至19世纪末，该地并无明显的人口变化。

### 现代
20世纪初，随着铁路的发展，马西的工商业发展迅速，当地人口数量逐年上升。第一次世界大战期间，马西成为一个重要的军火转运车站。1920年，马西境内的马西圣玛丽-玛德莲教堂被列入法国国家文物保护单位，当地的铁路运输亦得到进一步发展。彼时，法国铁路尚无统一的运营机构，法国国有铁路局为获得更多的受益，修建了由马西出发前往沙特尔的西环线－沙特尔铁路，并于1931年建成通车。第二次世界大战期间，纳粹冲锋队曾两次驻扎于马西，控制这一地区的铁路枢纽。在1944年联军解放过程中曾先后四次对被纳粹占领的铁路设施进行轰炸，使得当地多处居民建筑受损，西环线－沙特尔铁路亦被严重破坏，被彻底废弃。
20世纪50年代，正值法国黄金三十年，随着巴黎的城市扩张以及通勤列车的开行，马西的人口数量快速增加，当地出现了大批的现代化居民区。20世纪60年代，途径马西的A10高速公路建成通车，马西成为巴黎南郊的一个公铁枢纽，多个大型物流及零售商在马西设立分支机构，使得马西成为了这一地区的重要仓储中心。1968年，塞纳-瓦兹省被撤销，马西改属新成立的埃松省。20世纪80年代，索镇铁路及大环线铁路的通勤列车被分别改为法兰西岛大区快铁B线和C线，而其交汇点马西-帕莱索站则成为一个大型的综合客运交通枢纽。1991年9月，法国高速铁路大西洋线建成通车，该铁路以地下隧道的形式经过马西境内，并在马西-帕莱索站东北侧新设立了马西TGV站，后者成为了法兰西岛境内第一个高速铁路车站。

## 地理

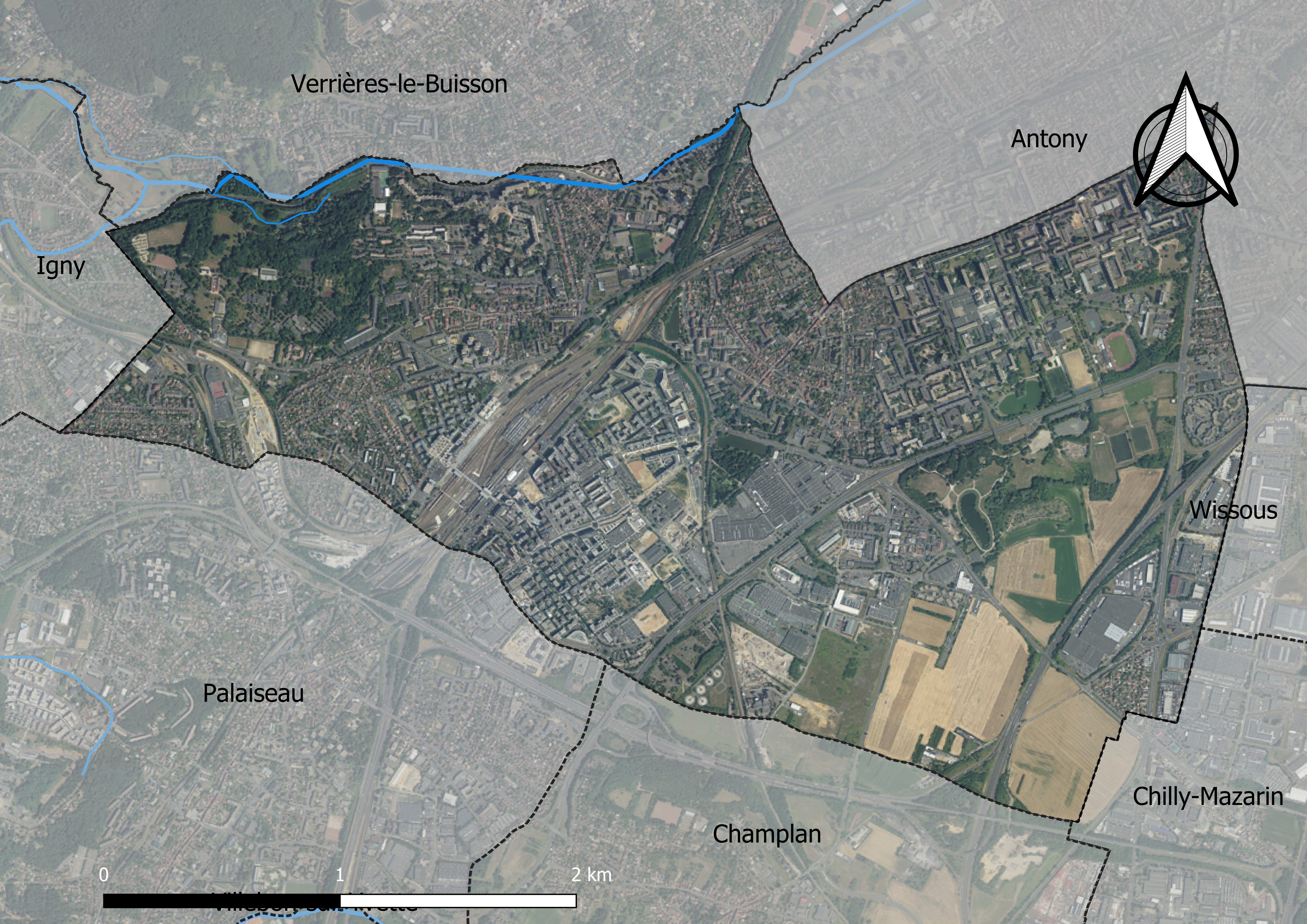
马西卫星图

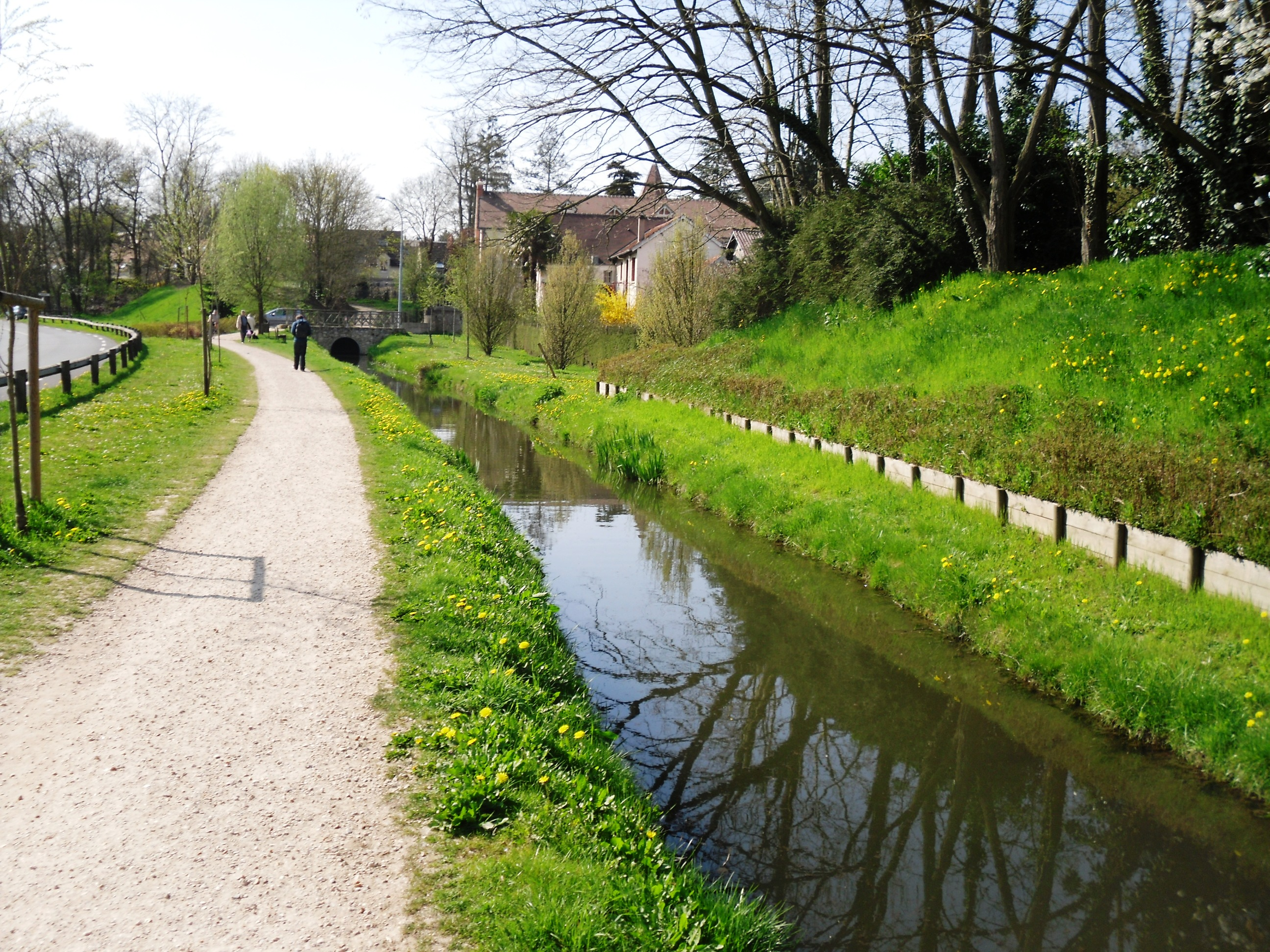
比耶夫尔河马西段

马西位于法国中北部，法兰西岛大区中南部偏西和埃松省北部，距离省会埃夫里-库尔库罗讷大约21公里，距离巴黎市中心大约24公里。与马西接壤的市镇包括：安东尼、尚普朗、希伊-马萨林、伊尼、帕萊索、韦里耶尔勒比松、维苏。

### 地形
马西位于巴黎盆地，境内以平原为主，地势平坦，西侧有少许浅丘，全境海拔在55到110米之间。

### 地质
在法国区域地质学上，马西位于博斯石灰岩和枫丹白露砂岩两个板块的交汇处，其岩层形成于始新世至渐新世之间，地表则砂岩覆盖，其中马西市中心地带有带状黏土分布区，可判定该地历史上曾有河流流经。此外，流经马西境内的比耶夫尔河对马西及该河所在的下游地区有明显的地下水补给作用。

### 水文
伊韦特河自西向东流经境内南部，比耶夫尔河则自西向北流经境内北部，两河均为塞纳河的支流。

### 植被
马西属于温带落叶林区，其市镇范围内的绿地面积超过160公顷。当地的主要绿地公园包括市区西侧的维尔热尼斯公园（Parc de Vilgénis）、市区东侧的杜乐丽公园（Parc de la Tuilerie）和市区南侧的安培公园（Parc Ampère），均常年免费向公众开放。

### 气候
马西在柯本气候分类法中属于温带海洋性气候，年温差较小，降水分布均匀，20世纪后因城市化发展而偶尔出现热岛效应。
距离马西最近的气象站位于奥利境内，该气象站的历史最高气温为41.9摄氏度，出现于2019年7月25日；历史最低气温为-16.8摄氏度，出现于1985年1月17日。以下为该气象站的具体数据：
| 奥利1981年－2019年  | 奥利1981年－2019年 | 奥利1981年－2019年 | 奥利1981年－2019年 | 奥利1981年－2019年 | 奥利1981年－2019年 | 奥利1981年－2019年 | 奥利1981年－2019年 | 奥利1981年－2019年 | 奥利1981年－2019年 | 奥利1981年－2019年 | 奥利1981年－2019年 | 奥利1981年－2019年 | 奥利1981年－2019年 |
| 月份                | 1月                | 2月                | 3月                | 4月                | 5月                | 6月                | 7月                | 8月                | 9月                | 10月               | 11月               | 12月               | 全年               |
| ------------------- | ------------------ | ------------------ | ------------------ | ------------------ | ------------------ | ------------------ | ------------------ | ------------------ | ------------------ | ------------------ | ------------------ | ------------------ | ------------------ |
| 历史最高温 °C（°F） | 16.5 (61.7)        | 20.8 (69.4)        | 24.5 (76.1)        | 29.4 (84.9)        | 35.0 (95.0)        | 37.1 (98.8)        | 41.9 (107.4)       | 40.0 (104.0)       | 33.0 (91.4)        | 31.3 (88.3)        | 21.8 (71.2)        | 17.3 (63.1)        | 41.9 (107.4)       |
| 平均高温 °C（°F）   | 6.7 (44.1)         | 7.9 (46.2)         | 11.9 (53.4)        | 15.3 (59.5)        | 19.3 (66.7)        | 22.6 (72.7)        | 25.3 (77.5)        | 25.1 (77.2)        | 21.2 (70.2)        | 16.3 (61.3)        | 10.5 (50.9)        | 7.1 (44.8)         | 15.8 (60.4)        |
| 日均气温 °C（°F）   | 4.1 (39.4)         | 4.7 (40.5)         | 7.9 (46.2)         | 10.6 (51.1)        | 14.5 (58.1)        | 17.6 (63.7)        | 20 (68)            | 19.7 (67.5)        | 16.3 (61.3)        | 12.3 (54.1)        | 7.5 (45.5)         | 4.7 (40.5)         | 11.7 (53.0)        |
| 平均低温 °C（°F）   | 1.6 (34.9)         | 1.5 (34.7)         | 3.9 (39.0)         | 5.9 (42.6)         | 9.7 (49.5)         | 12.7 (54.9)        | 14.7 (58.5)        | 14.3 (57.7)        | 11.4 (52.5)        | 8.4 (47.1)         | 4.5 (40.1)         | 2.3 (36.1)         | 7.6 (45.6)         |
| 历史最低温 °C（°F） | −16.8 (1.8)        | −15 (5)            | −9.4 (15.1)        | −4.3 (24.3)        | −1.3 (29.7)        | 3 (37)             | −0.3 (31.5)        | 5.6 (42.1)         | 1.7 (35.1)         | −11.7 (10.9)       | −9.6 (14.7)        | −13.3 (8.1)        | −16.8 (1.8)        |
| 平均降水量 mm（）   | 49.4 (1.94)        | 41.2 (1.62)        | 47.2 (1.86)        | 49.4 (1.94)        | 59.3 (2.33)        | 49 (1.9)           | 57.9 (2.28)        | 51.6 (2.03)        | 49.1 (1.93)        | 57.6 (2.27)        | 49.9 (1.96)        | 55 (2.2)           | 616.6 (24.26)      |
| 月均日照時數        | 43.4               | 66.3               | 162.6              | 172.4              | 165.4              | 176.6              | 232.1              | 220.4              | 193.9              | 131.9              | 49.1               | 55.3               | 1,669.4            |
| 来源：infoclimat.fr |                    |                    |                    |                    |                    |                    |                    |                    |                    |                    |                    |                    |                    |

除此之外，马西境内的维尔热尼斯高级中学内自2016年5月31日起亦安装气温测量装置，当地曾于2019年7月25日测得42.7摄氏度的极端高温天气。

## 行政区划
马西是法国法兰西岛大区埃松省的一个市镇，编号为91377。马西隶属于帕莱索区和埃松省第六选区，管理马西县，同时也是巴黎-萨克莱城市圈公共社区的组成部分。
马西市镇被划为5个街区（quartier），自2006年起实行街区选举和自治制度。
法国国家统计与经济研究所（简称）在进行数据统计时，将包括马西在内的1,771个市镇划入巴黎城市区。同时，还将马西市镇分为了13个“块区”（IRIS），以便于统计人口分布情况。
| 马西行政区划 | 马西行政区划 | 马西行政区划        | 马西行政区划 | 马西行政区划 | 马西行政区划 | 马西行政区划 |
| --- | ------------ | ------------------- | ------------ | ------------ | ------------ | ------------ |
| 市中心 比耶夫尔- · 波泰尔讷 法兰西广场 采石场 笛卡尔 公园居民区 勃艮第 · 大街 国民大街 旧维莱讷 新维莱讷 勒皮勒 维尔莫兰 亚特兰蒂斯-南马西 |              |                     |              |              |              |              |
| 街区名称* | 街区原名     | 人口数量 （2012年） | 失业率（%）  |              |              |              |
| 市中心 |              | 4,058               | 6.2          |              |              |              |
| 比耶夫尔-波泰尔讷 |              | 2,547               | 13.2         |              |              |              |
| 法兰西广场 |              | 4,062               | 14.2         |              |              |              |
| 采石场 |              | 2,771               | 7.5          |              |              |              |
| 笛卡尔 |              | 3,033               | 7.2          |              |              |              |
| 公园居民区 |              | 1,861               | 12.8         |              |              |              |
| 勃艮第大街 |              | 3,570               | 19.2         |              |              |              |
| 国民大街 |              | 4,158               | 9            |              |              |              |
| 旧维莱讷 |              | 3,995               | 9.1          |              |              |              |
| 新维莱讷 |              | 3,615               | 11.9         |              |              |              |
| 勒皮勒 |              | 1,593               | 10.4         |              |              |              |
| 维尔莫兰 |              | 2,736               | 5            |              |              |              |
| 亚特兰蒂斯-南马西 |              | 5,526               | 8.3          |              |              |              |
| *中文名称非官方正式翻译，仅供参考 |              |                     |              |              |              |              |

## 交通

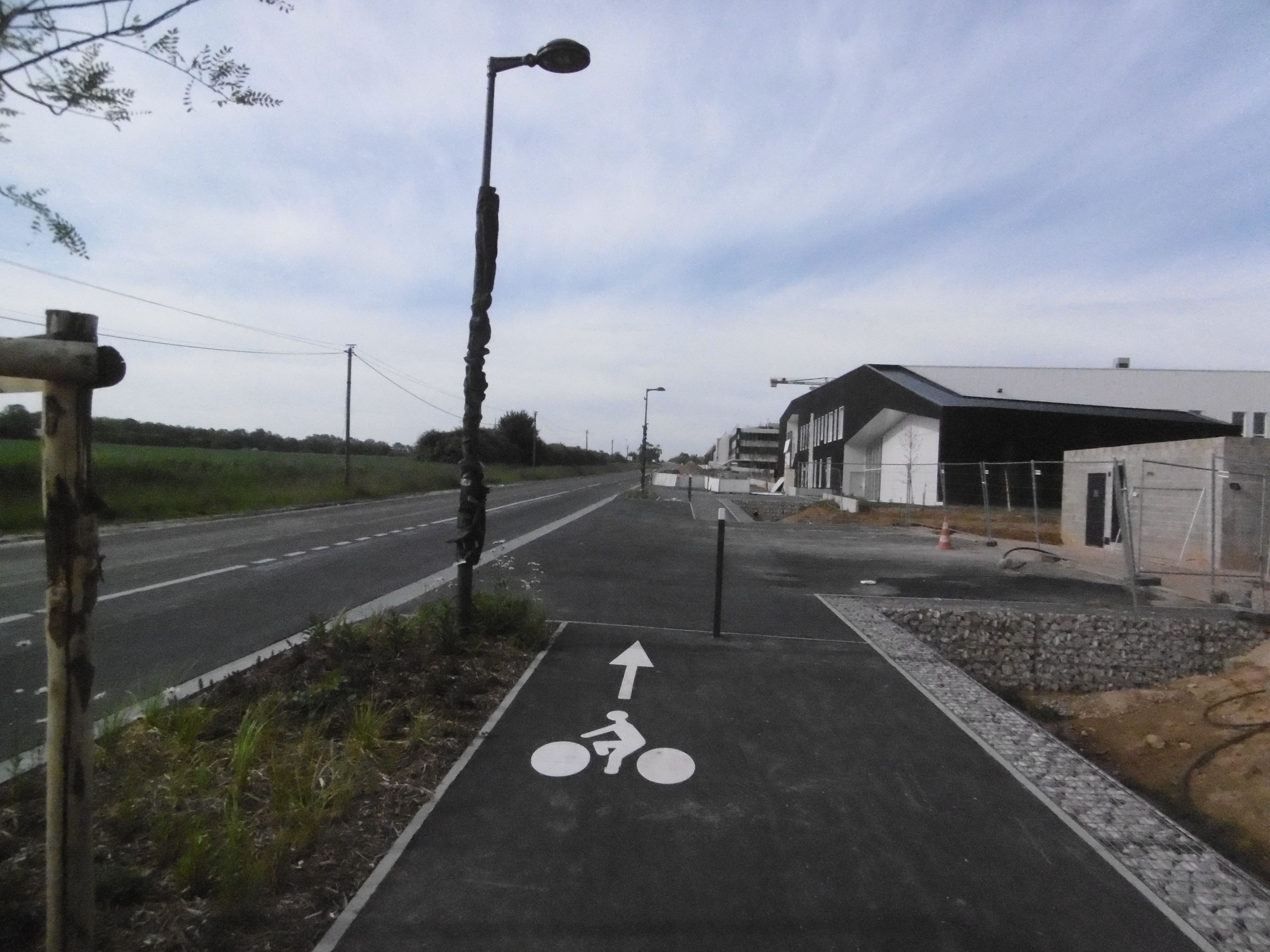
马西境内一条建有照明设施和自行车道的公路

### 公路
马西是巴黎南郊的一个公路枢纽，法国A10号高速公路、国道N20线、N188线以及多条埃松省省道在马西境内交汇。埃松省城际客运下属巴士可直达埃夫里-库尔库罗讷、伊夫林地区圣康坦以及巴黎-奥利机场。马西境内的大部分街道均完成城市化改造，配套有照明、排水、人行道等设施。
2017年，69.7%的马西家庭拥有至少一辆的私人汽车。2018年，马西境内共发生各类交通事故49起，造成54人受伤。

### 铁路
马西是巴黎南郊重要的铁路枢纽，法国高速铁路大西洋线、巴黎大环线铁路以及索镇铁路在马西境内交汇。
马西境内有两个大型铁路车站：
- 马西-帕莱索站，位于马西市区中部偏西南，靠近帕莱索，是法兰西岛大区快铁B线和C线的一个交汇点，其中B线的站台靠近车站东南侧，C线的站台靠近车站的西北侧，两个站场之间通过大型人行天桥连接，并设有无障碍设施[2]。由该站出发，乘坐B线前往巴黎大学城、巴黎市中心、巴黎北站和戴高乐机场1号航站楼的最佳旅行时间分别为17、26、32和61分钟；乘坐C线前往凡尔赛、瑞维西和巴黎奥斯特里茨站车站的最佳旅行时间分别为22、23和40分钟[地 12]。此外，该站每天还停靠一班往返于马赛和勒阿弗尔之间的高速列车，可直达鲁昂、里昂等地。马西-帕莱索站的东南和西北两侧均配套建有大型巴士枢纽站，数十条公交线路可连接此地[地 13]。2019年，马西-帕莱索站累计发送旅客数量达4,478,681人次，是法国铁路系统的b级车站[地 14]。
- 马西TGV站，位于马西-帕莱索站的东侧地下，法国高速铁路大西洋线的正线上，是一个高速铁路车站，其主站房位于地面，通过自动扶梯连接，直通马西-帕莱索站东南侧的公交站场[2]。马西TGV站是法国高速铁路网中的重要枢纽，连接法国东西两侧的高速列车可通过此站连接巴黎大环线铁路，从而在不经过巴黎市区的情况下实现直通。截至2021年1月，马西TGV站每天开行近30班高速列车（包括TGV和Ouigo），可前往南特、雷恩、波尔多、里尔、布鲁塞尔、斯特拉斯堡、里昂、马赛、蒙彼利埃等地及其沿途的主要城市，亦有少量由巴黎蒙帕纳斯站出发的班次停靠本站，可前往图卢兹、塔布、拉罗谢尔及图尔市区[地 15]。2019年，马西TGV站累计发送旅客数量达2,214,961人次，是法国铁路系统的a级车站[地 16]。

马西境内另有一个通勤铁路车站：马西-韦里耶尔站，因靠近韦里耶尔勒比松而得名，是法兰西岛大区快铁B线的一个车站。2019年，马西-韦里耶尔站累计发送旅客数量达330,403人次，是法国铁路系统的b级车站。

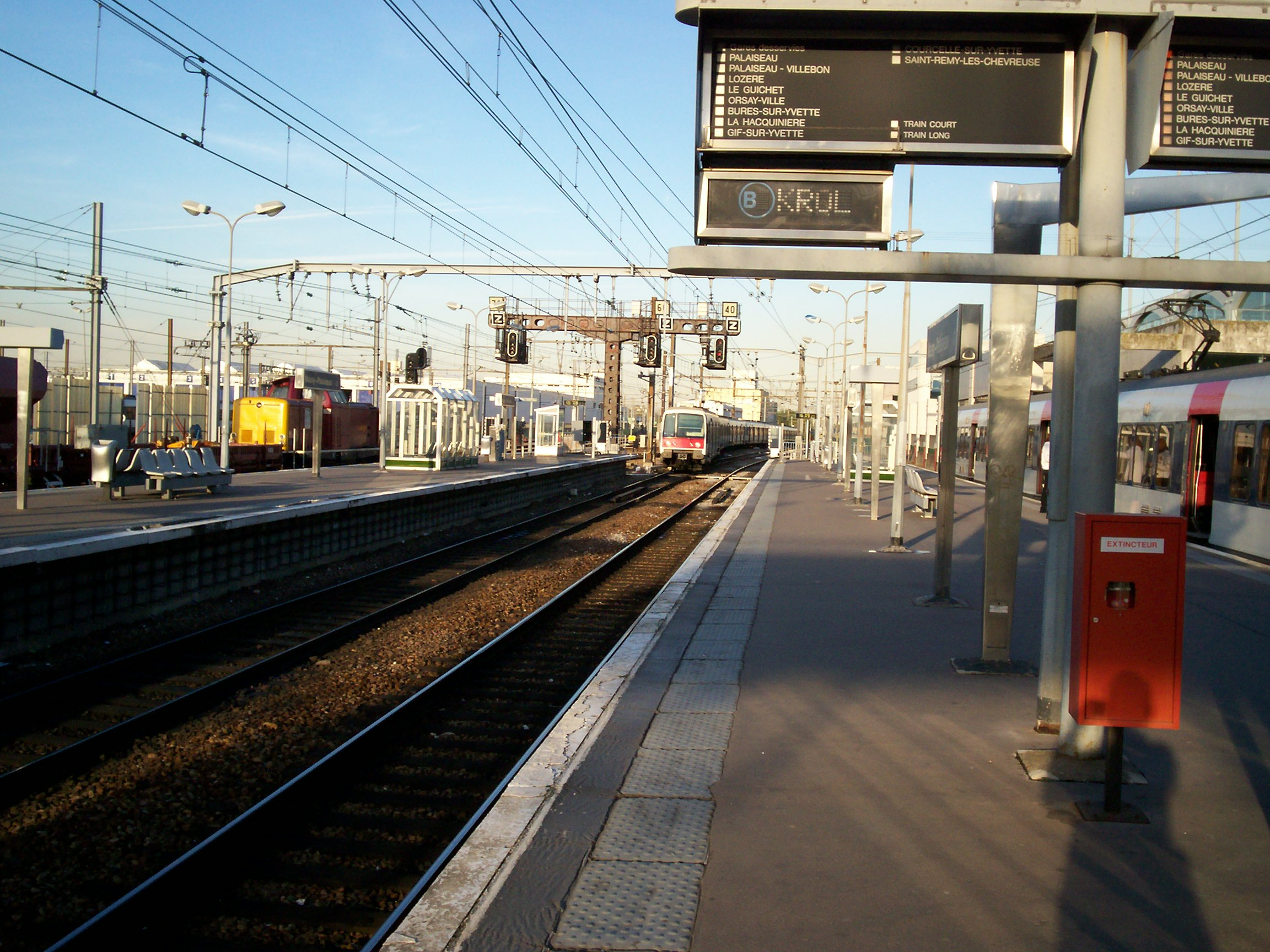
马西-帕莱索站的B线站台
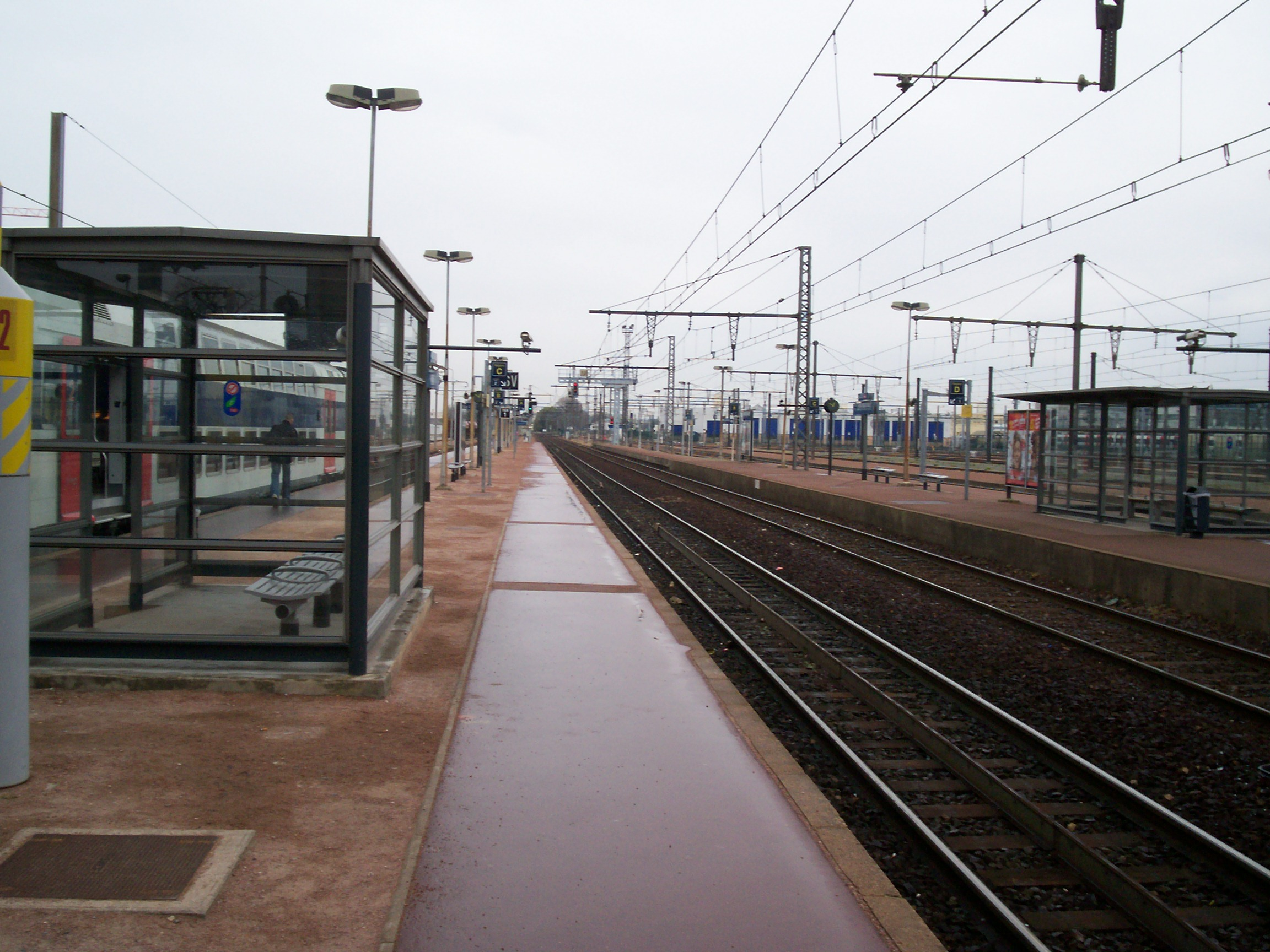
马西-帕莱索站的C线站台
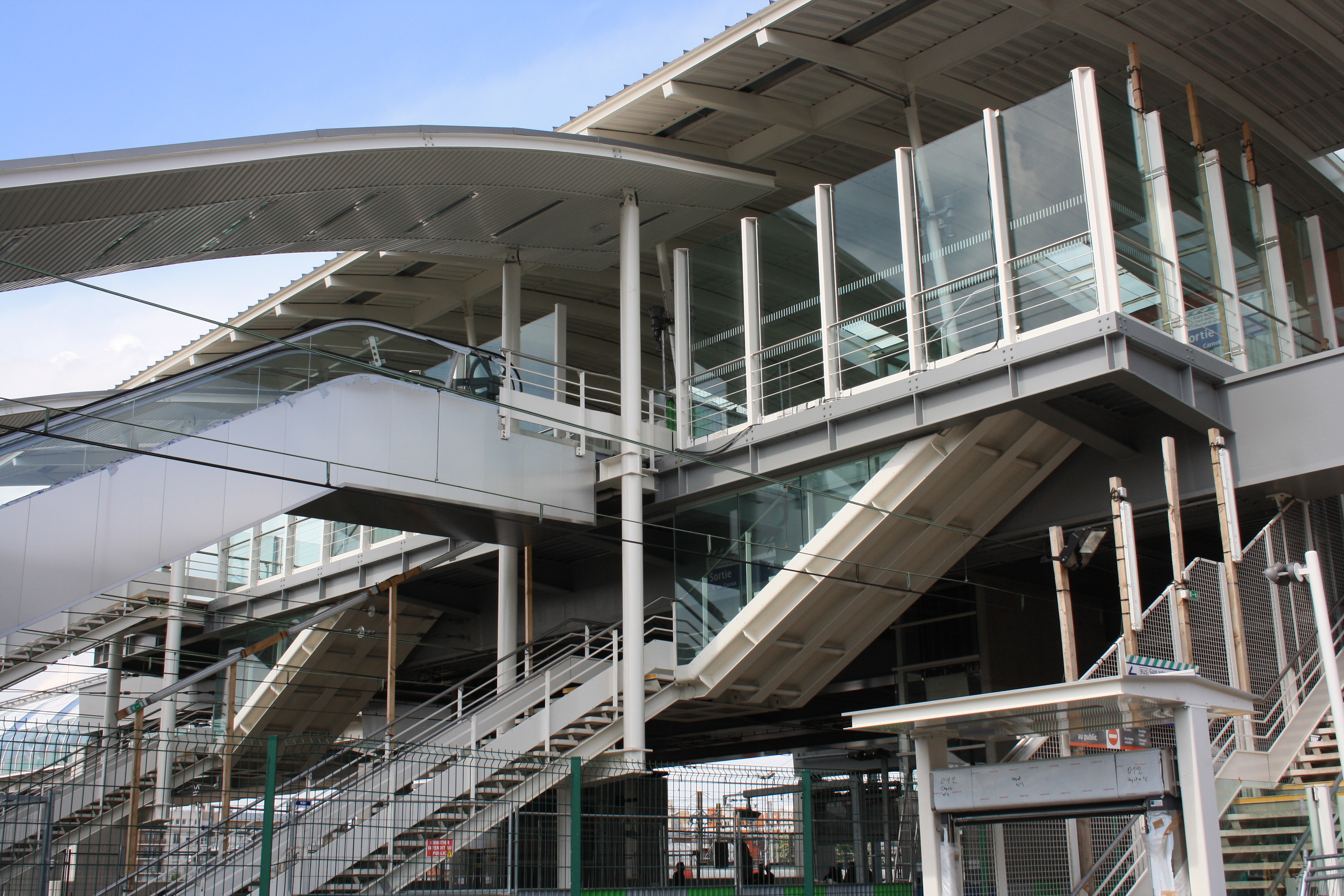
马西-帕莱索站的天桥
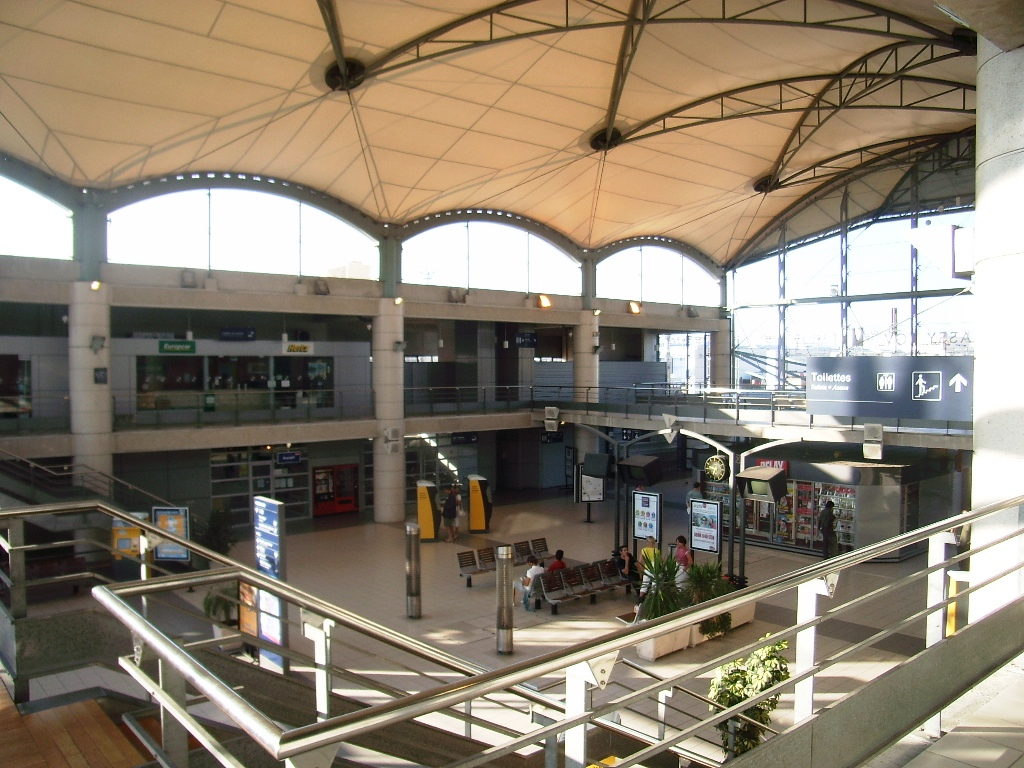
马西TGV站的地面候车室
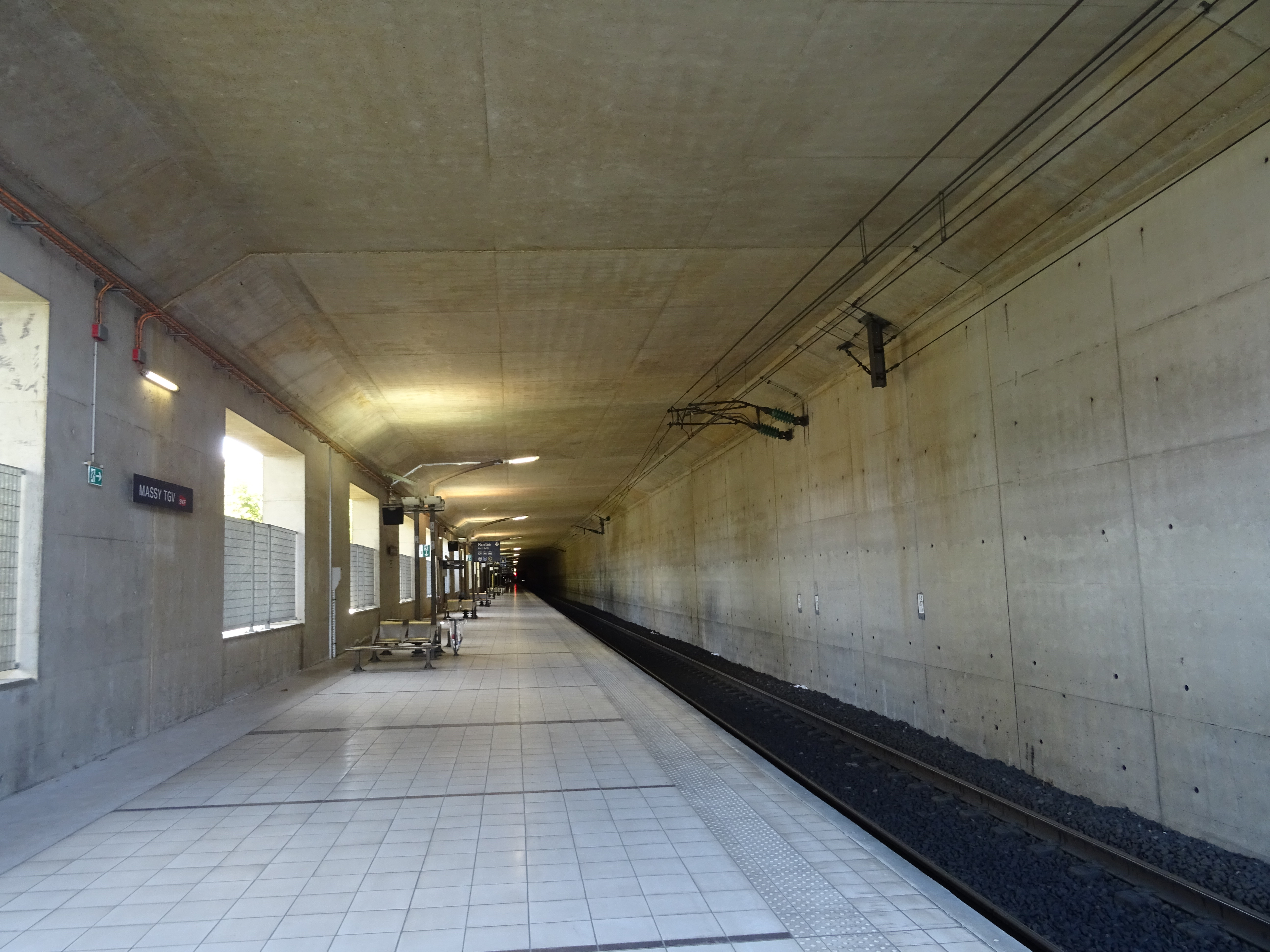
马西TGV站的三号站台
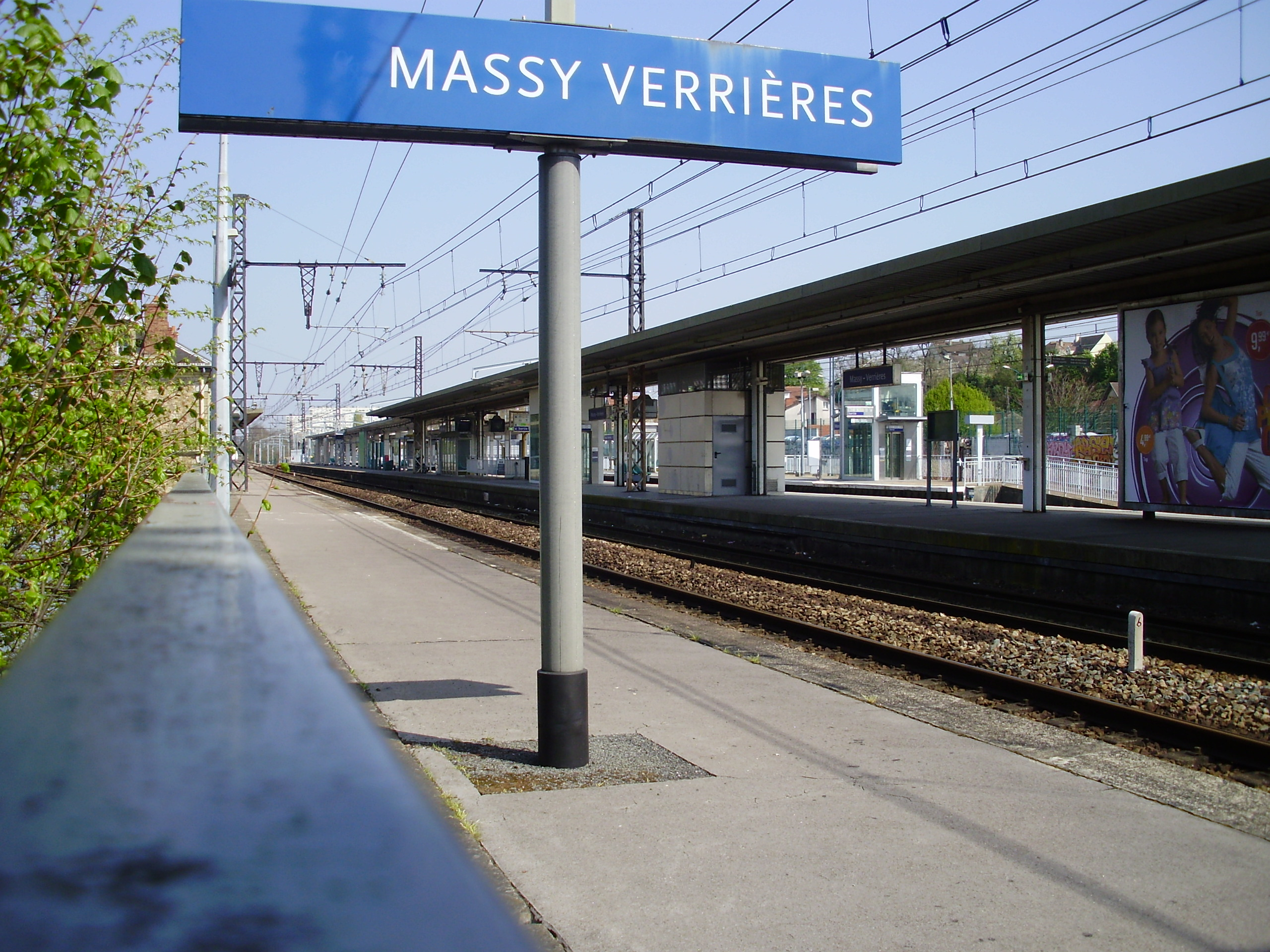
马西-韦里耶尔站

### 航空
距离马西最近的民用航空站为巴黎-奥利机场，距离马西市中心的公路里程约15公里，法国航空公司与法国国家铁路公司共同开行直达往返于马西TGV站和奥利机场的快速巴士，每30分钟一班，乘客可由此实现空铁联运。

### 城市公共交通
截止2021年1月，共有2条区域快速铁路和35条公交线路途经马西市镇范围内。
| 119：马西-帕莱索站 ↔ 沃阿朗-修道院公墓 196：马西-帕莱索站 ↔ 安东尼站 197：马西-歌剧院 ↔ 巴黎-奥尔良门 199：马西-帕莱索站 ↔ 隆瑞莫-环岛高级中学 | 294：沙蒂永-蒙鲁日站 ↔ 马西 ↔ 伊尼站 299：莫朗日斯-吕西安·布瓦勒广场 ↔ 马西 ↔ 巴黎-奥尔良门 319：马西-帕莱索站 ↔ 兰日斯-大集市 399：马西-帕莱索站 ↔ 瑞维西站 |

| DM 11A E G：马西-帕莱索站 ↔ 圣热纳维耶芙代布瓦-游泳池 DM 11C：马西-帕莱索站 ↔ 马尔库西-实验室 | DM 12：马西-帕莱索站 ↔ 索尔莱沙尔特勒-电报 DM 151：巴黎-奥尔良门 ↔ 马西 ↔ 阿尔帕容站 DM 153：马西-帕莱索站 ↔ 埃唐普-奥尔良门 |

| 91.03：马西-帕莱索站 ↔ 杜尔当站 91.05：马西-帕莱索站 ↔ 埃夫里-库尔库罗讷站 91.06：马西-帕莱索站 ↔ 萨克莱 | 91.10：奥利机场 ↔ 马西-帕莱索站 ↔ 伊夫林地区圣康坦 91.11：马西-帕莱索站 ↔ 伊夫林地区圣康坦 |

| 2：马西-穆兰开发区 ↔ 安东尼站 | 9：马西-村口 ↔ 安东尼站 |

| 1：伊尼站 ↔ 马西 ↔ 奥赛城站 2 22 23：马西-帕莱索站 ↔ 莱叙利斯-Ulis 2 14：马西-帕莱索站 ↔ 帕莱索-科技园区 15：马西-帕莱索站 ↔ 略桑-韦利济-维拉库布莱-2号商业中心 | 55：马西-帕莱索站 ↔ 穆瓦西 107：马西-帕莱索站 ↔ 圣热纳维耶芙代布瓦-工业区 108：巴黎-奥尔良门 ↔ 马西 ↔ 圣热纳维耶芙代布瓦-工业区 |

| 21：巴黎-沙特莱-大堂站 ↔ 马西 ↔ 隆瑞莫医院 63：巴黎蒙帕纳斯站 ↔ 马西 ↔ 帕莱索-巴黎综合理工学院 | 122：巴黎-沙特莱-大堂站 ↔ 马西 ↔ 圣雷米莱舍夫勒斯站 |

## 政治

### 市政内阁
马西的现任市长为尼古拉·桑索恩先生（Nicolas Samsoen），他是民主人士和独立人士联盟的一名成员，在2020年的市政选举中获得了58.56%的支持率。
| 2020年马西市政内阁组成          |                    |                           |          |          |      |          |  |  |  |
|                                 |                    |                           |          |          |      |          |  |  |  |
| 代表                            | 代表               | 党派                      | 首轮选举 | 首轮选举 | 席位 | 席位     |  |  |  |
| 代表                            | 代表               | 党派                      | 票数     | %        | 市镇 | 公共社区 |  |  |  |
|                                 | 尼古拉·桑索恩      | UDI民主人士和独立人士联盟 | 6,023    | 58.55    | 37   | 11       |  |  |  |
| 马西为您（Massy pour vous）                    |                    |                           | 6,023    | 58.55    | 37   | 11       |  |  |  |
|                                 | 海拉·克里比-罗姆汉 | DVG左翼无党派人士         | 2,782    | 27.04    | 6    | 2        |  |  |  |
| 我们是马西（Nous sommes Massy）                  |                    |                           | 2,782    | 27.04    | 6    | 2        |  |  |  |
|                                 | 达瓦里·豪斯法尔    | 無黨籍                    | 1,222    | 11.88    | 2    | 0        |  |  |  |
| 绿色与公众马西（Massy verte et citoyenne）              |                    |                           | 1,222    | 11.88    | 2    | 0        |  |  |  |
|                                 | 巴斯蒂安·韦西耶尔  | EXG 极左派                | 259      | 2.51     | 0    | 0        |  |  |  |
| 工人斗争-让工人阵营更加响亮（Lutte ouvrière - Faire entendre le camp des travailleurs） |                    |                           | 259      | 2.51     | 0    | 0        |  |  |  |
|                                 |                    |                           |          |          |      |          |  |  |  |
| 有效票数                        | 有效票数           | 有效票数                  | 10,286   | 97.43    |      |          |  |  |  |
| 空白票数                        | 空白票数           | 空白票数                  | 145      | 1.37     |      |          |  |  |  |
| 无效票数                        | 无效票数           | 无效票数                  | 126      | 1.19     |      |          |  |  |  |
| 合计                            | 合计               | 合计                      | 10,557   | 100      | 45   | 13       |  |  |  |

### 市长列表

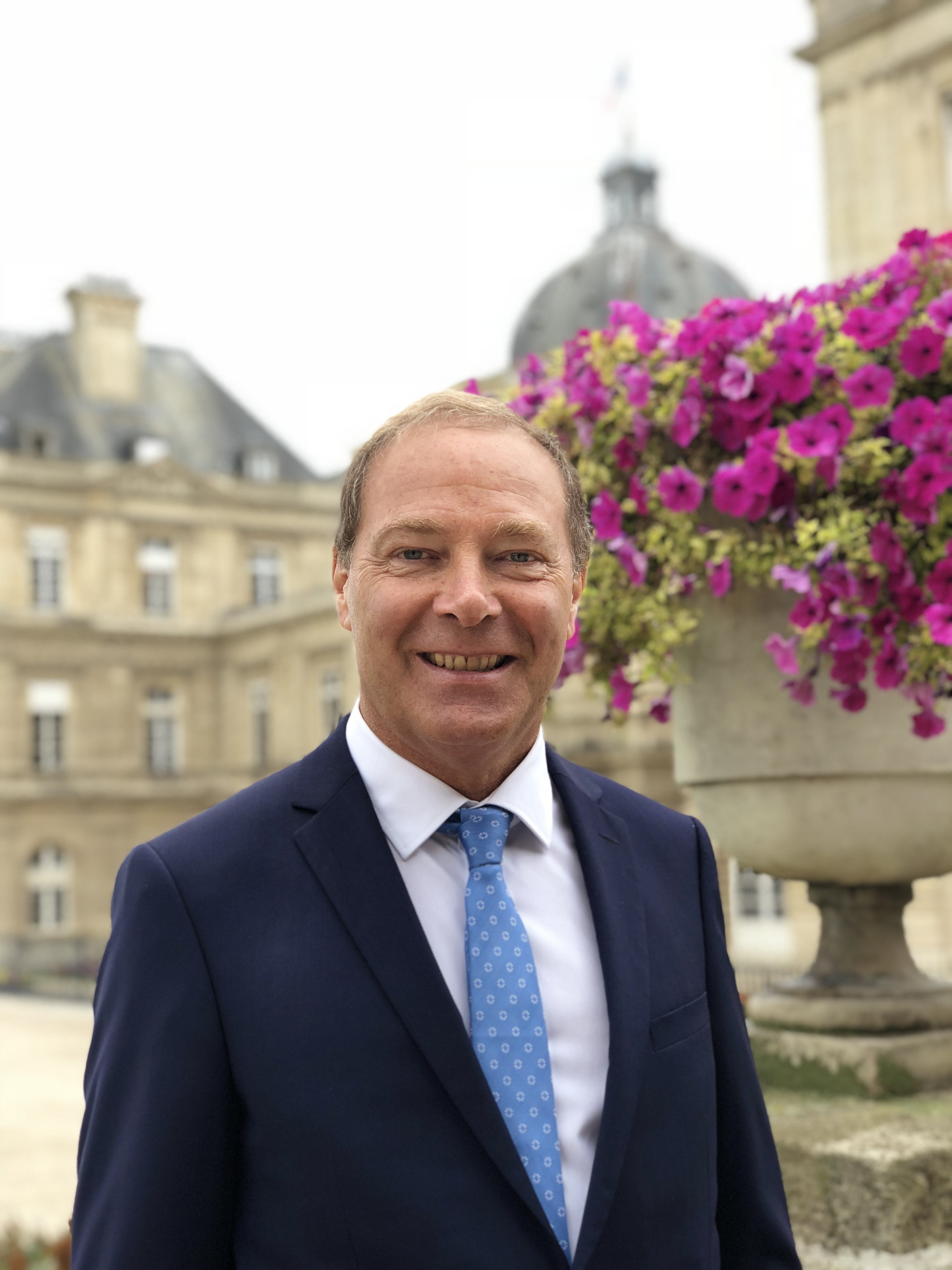
樊尚·德拉艾先生，曾于1995至2017年间担任马西市长职务

| 马西历届市长   |               |                                                            |
| 任期           | 市长          | 党派                                                       |
| 1944年－1947年 | 路易·库尔图瓦 | 無黨籍                                                     |
| 1947年－1959年 | 让·德拉热     | 無黨籍                                                     |
| 1959年－1974年 | 米歇尔·奥贝尔 | PS社会党                                                   |
| 1974年－1995年 | 克洛德·热尔蒙 | PS社会党                                                   |
| 1995年－2017年 | 樊尚·德拉艾   | UDF法国民主联盟 →PR法国共和人党 →UDI民主人士和独立人士联盟 |
| 2017年－       | 尼古拉·桑索恩 | UDI民主人士和独立人士联盟                                  |

### 各级选举
在2019年欧洲议会选举中，法国女议员纳塔莉·卢瓦索在马西获得25.53%的支持率。
在2017年法國總統選舉中，法国第25任总统埃马纽埃尔·马克龙在马西获得了83.1%的支持率。
在2015年法国省级选举中，埃松省议员热罗姆·盖吉在马西县获得了52.69%的支持率。
在2015年法国大区选举中，克洛德·巴尔托洛内在马西获得52.46%的支持率。

## 人口
2017年，马西市镇人口数量为50,833，在法国排名第128位。其中男性25,228人，女性25,605人，75岁及以上人口占5.5%，外籍人口数量为12,596人，人口密度为5,391人/平方公里，当地居民被称为（男性）或（女性）。2018年，马西境内出生964人，死亡人口266人。
| 年份   | 1936  | 1946  | 1954  | 1962   | 1968   | 1975   | 1982   | 1990   | 1999   | 2006   | 2011   | 2016   | 2018   |
| ------ | ----- | ----- | ----- | ------ | ------ | ------ | ------ | ------ | ------ | ------ | ------ | ------ | ------ |
| 人口數 | 4,480 | 6,198 | 6,380 | 19,137 | 37,055 | 41,344 | 40,135 | 38,574 | 37,712 | 40,183 | 43,006 | 49,924 | 50,632 |

## 经济

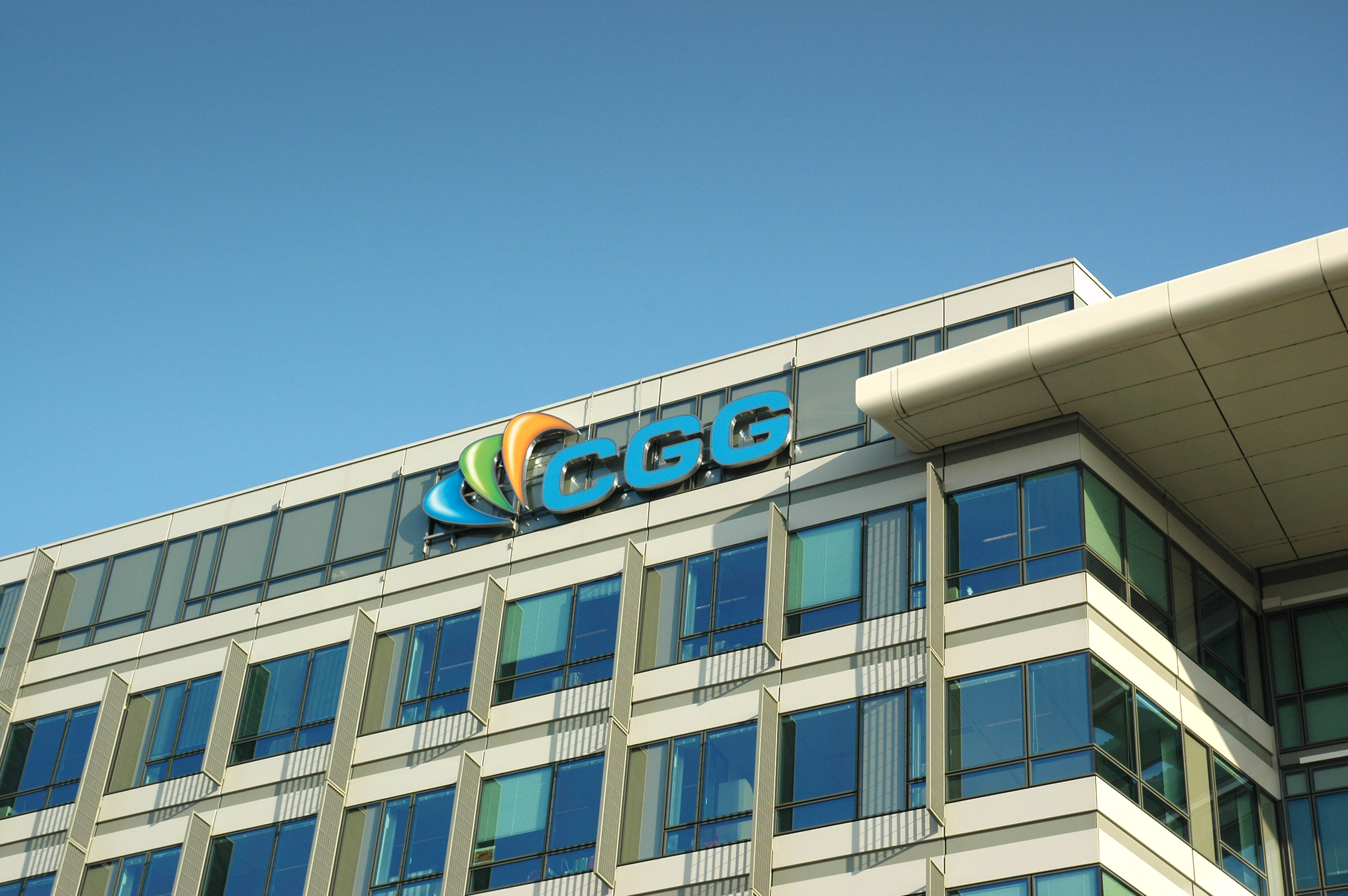
CGG总部

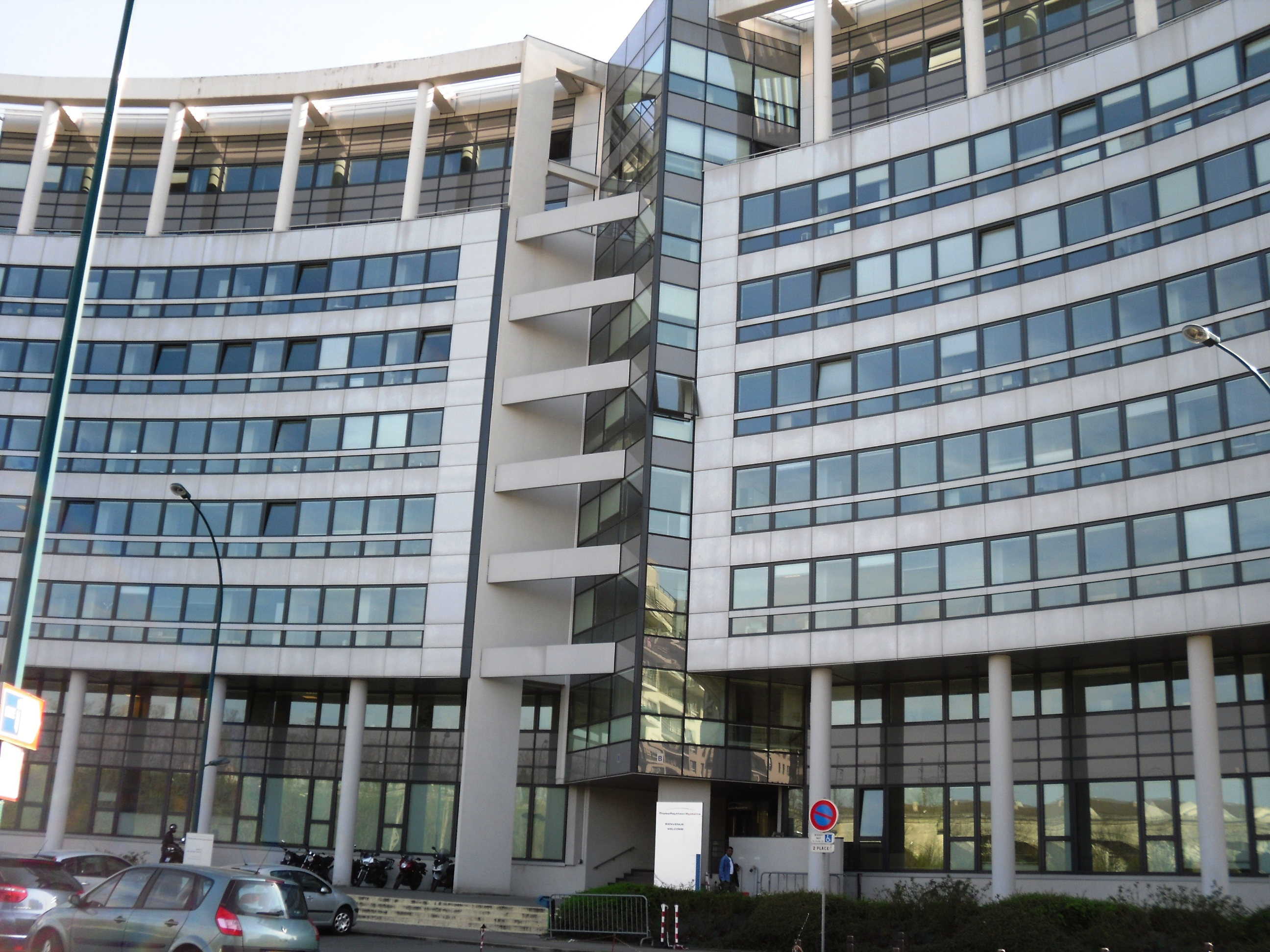
泰雷兹集团马西办事处

马西是一个区域性的中心城市，当地共有各类用人单位6,033家，平均历史为11年，其中96.85%为中小型企业（PME）。

### 产业分布
在第一产业方面，马西境内的大部分土地已完成城市化改造，仅东南部尚有少量农业用地。2017年，马西境内的农业从事工作者数量仅为4人，而农业相关岗位数量则仅为9个，均不足总数的0.1%。
在第二产业方面，马西境内有多处生产加工厂。2017年，马西境内的工业及建筑业相关就业人数为6,200人，占总就业人口数量的20.3%，比五年前减少了1.1%。
在第三产业方面，依托公路和铁路运输优势，马西吸引了大批物流及商务企业，其境内的亚特兰蒂斯是巴黎南郊重要的现代商务区之一。2017年，马西境内的商业、交通和服务类相关就业人数为18,485人，占总就业人口数量的60.3%。比五年前增加了1.8%。此外，马西亦是一个区域性的科教文卫中心，跨国地球物理研发公司CGG的总部位于马西境内。2017年，当地的行政、教育、卫生及社会活动的相关就业人数为5,938人，占总就业人口数量的19.4%，比五年前减少了0.7%。
在具体企业上，家乐福进口商品（大型零售）、（电子设备）及家乐福地产（房地产）是当地2019年营业额最高的三家企业，分别为851,775,602欧元、309,659,389欧元和305,617,961欧元。

### 财政及收入
2018年，马西的财政收入总额为96,554,300欧元，财政支出总额为86,070,200欧元，当年的债务总额为71,597,600欧元。
2015年，马西的人均月收入总额为2,906欧元，其中高职人员为4,148欧元，高于法国平均水平（4,103欧元）；普通职员为2,048欧元，亦高于法国平均水平（1,662欧元）。
2017年，马西境内的青壮年（15至64岁）失业率为10.9%，当地60%的家庭拥有纳税资格。

## 社会事务

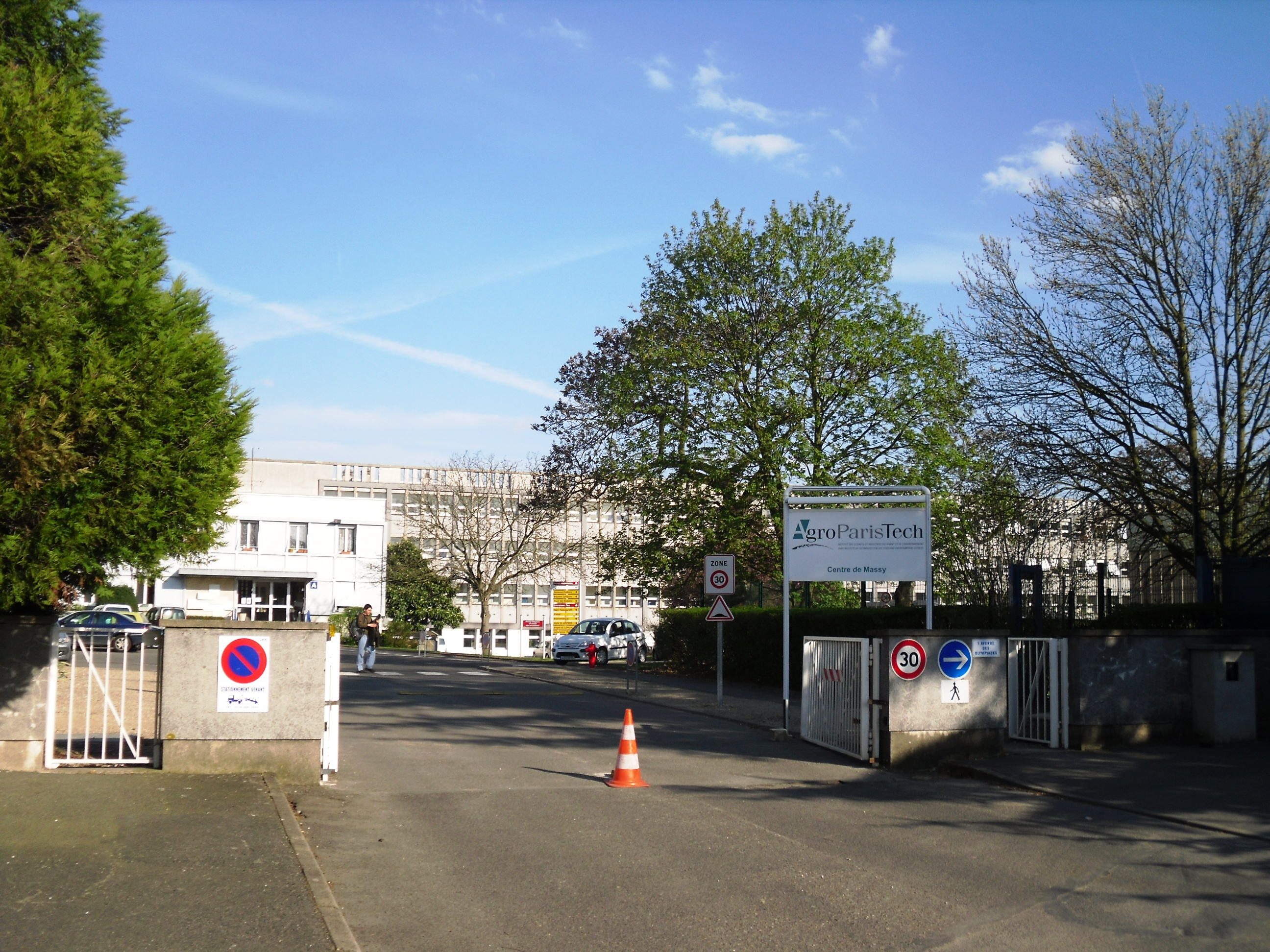
生命与环境科学工业学院马西校区

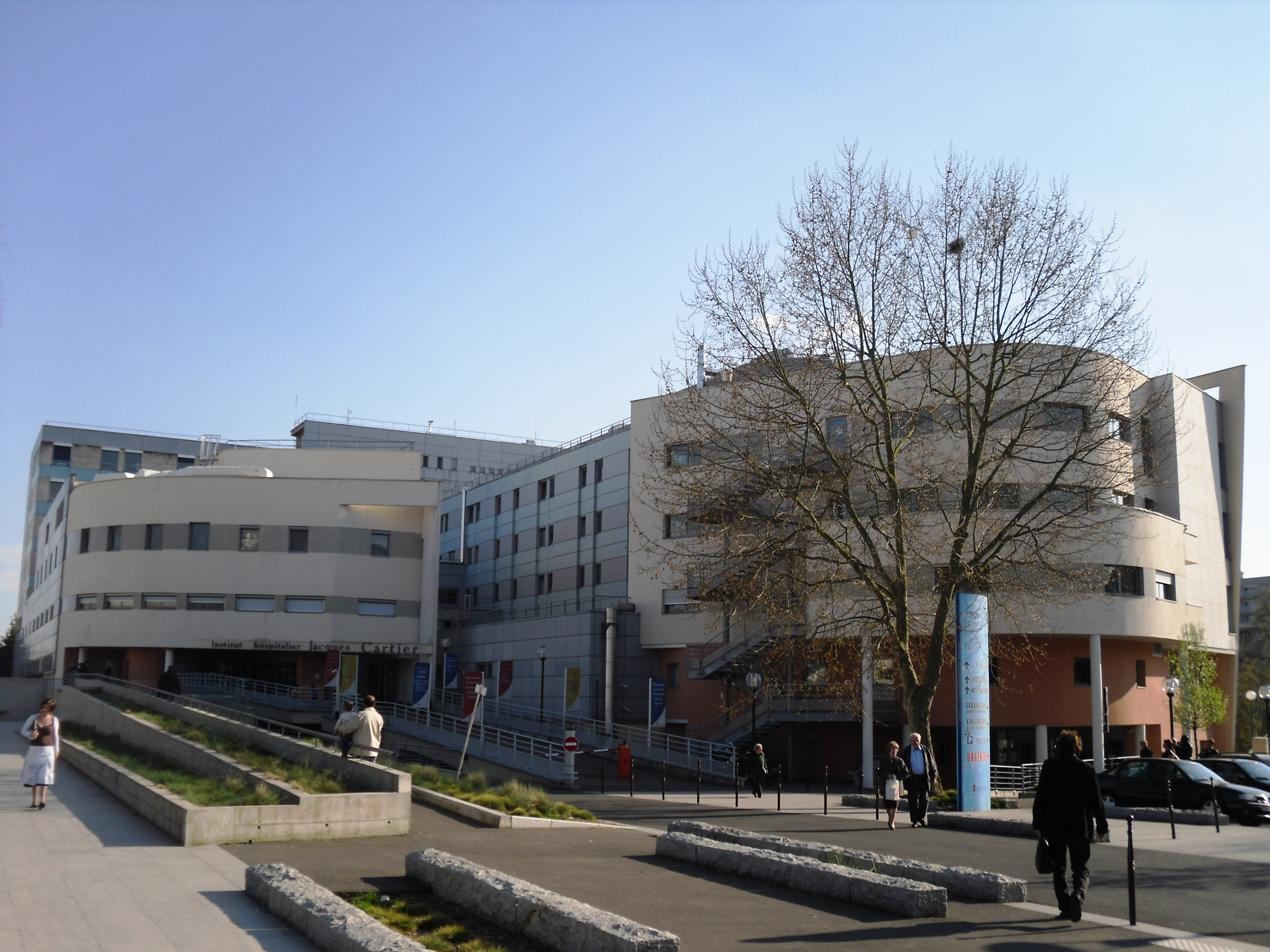
雅克·卡蒂埃诊疗中心

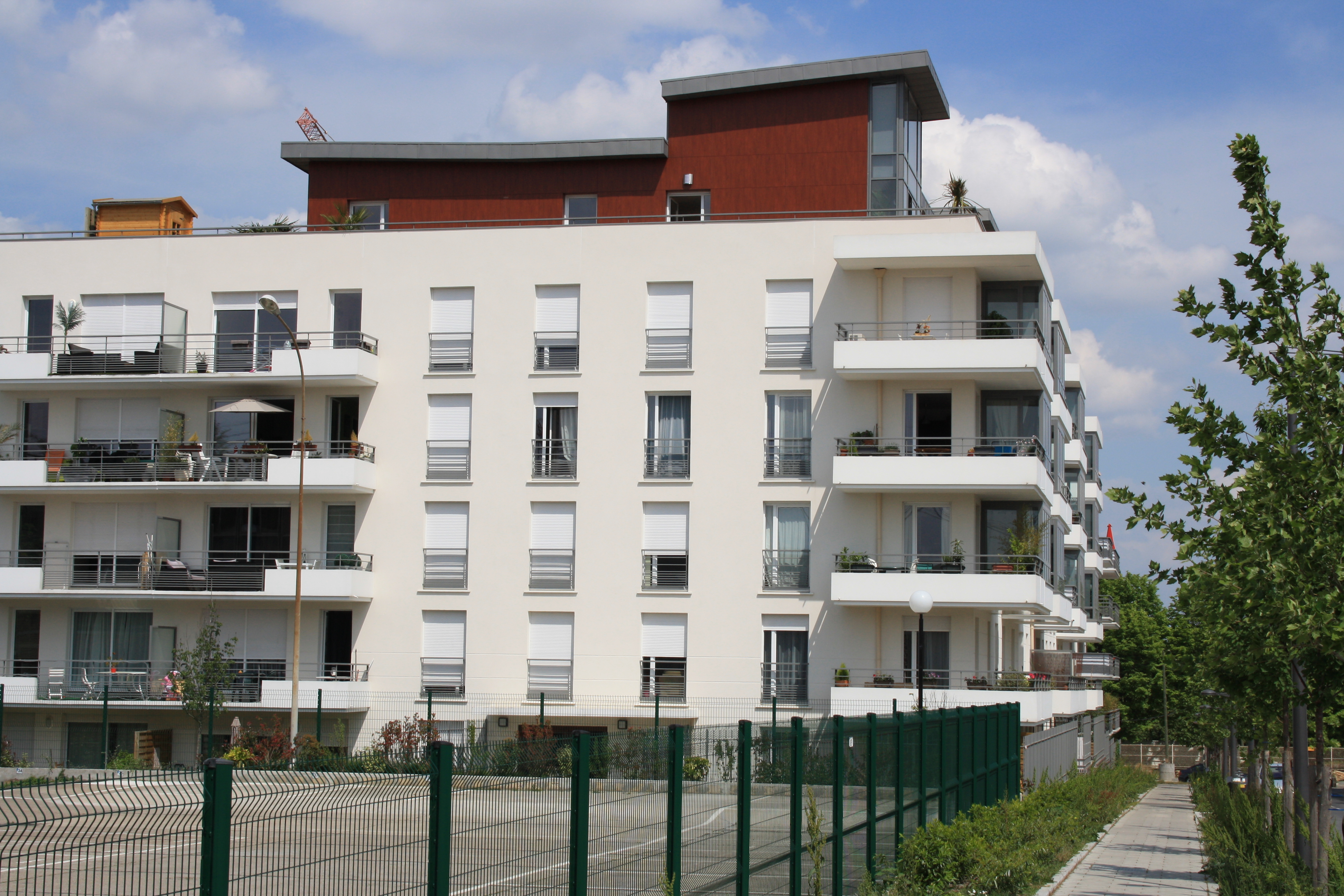
马西境内的一处现代居民房屋

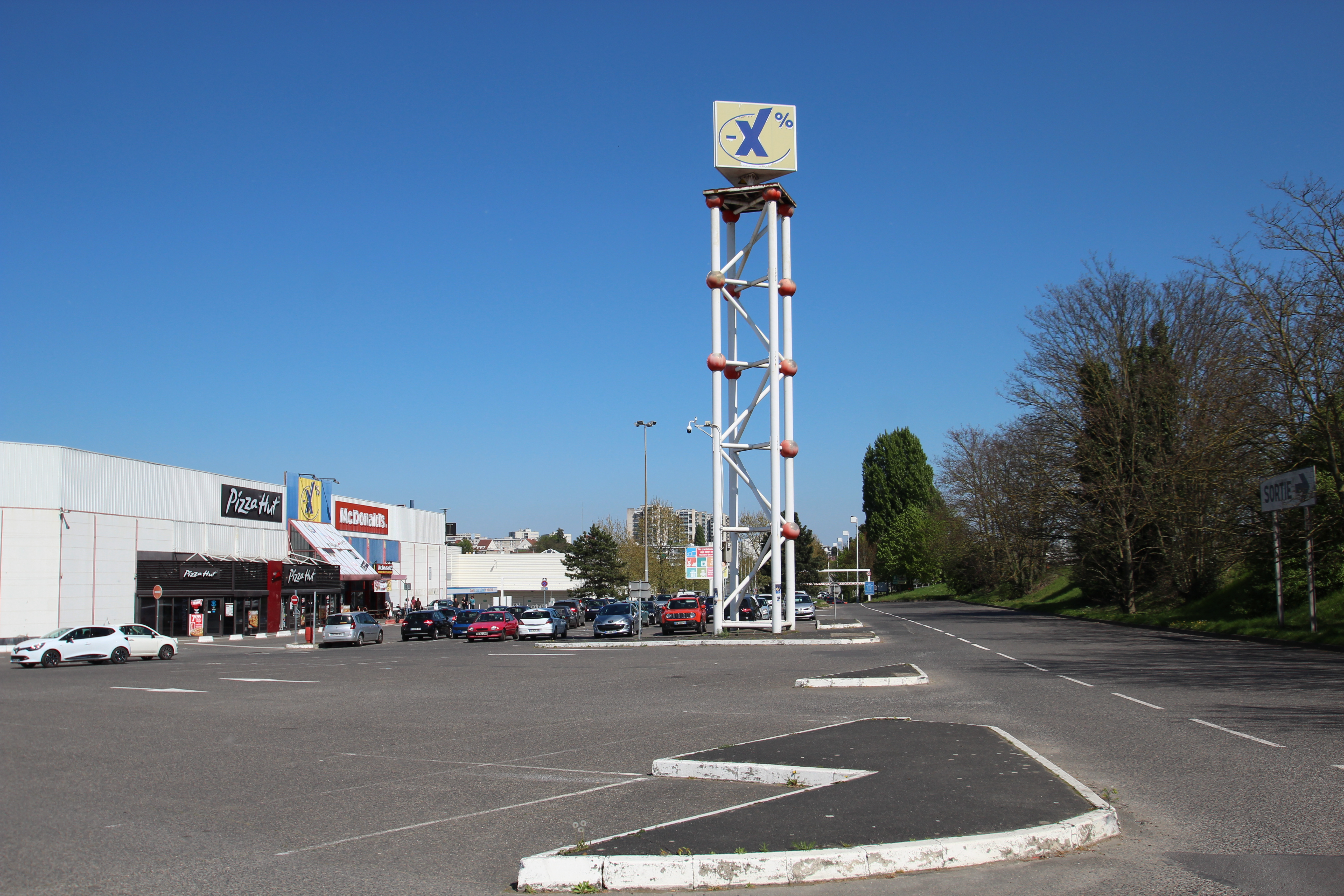
-X%商业中心

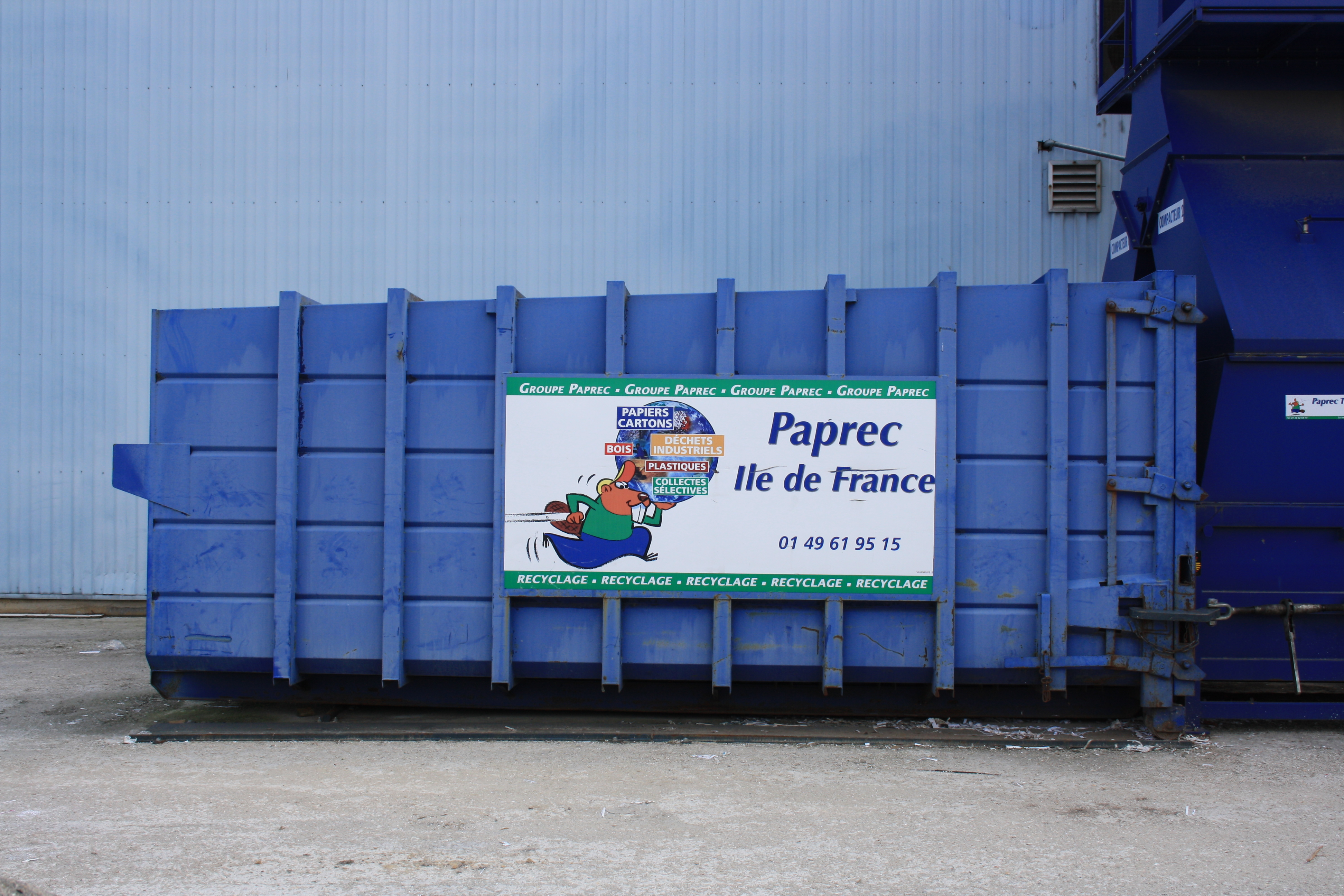
马西境内的一处垃圾回收点

### 教育
马西属于凡尔赛学区。截止2019年1月1日，马西境内共有15所幼儿园、15所小学、5所初级中学、1所普通高中、1所职业高中和1所综合性高中。2018至2019学年度，马西境内共有在校中等教育阶段学生4,509名。
在高等教育方面，法国工程师学校生命与环境科学工业学院在马西设有一个校区，共有五个方向的专业在此授课。

### 医疗
截止2019年1月1日，马西境内共有全科医生38名、保健师50名、牙医38名、护士50名、耳科医生1名、眼科医生5名、皮肤科医生1名、助产士3名、儿科医生7名和妇科医生6名。境内共有药房15家、养老院4家、残疾人帮扶中心4家。
雅克·卡蒂埃诊疗中心（Clinique privé de Jacques Cartier）是一家位于马西境内的私立医院，癌症手术为该院的主要项目，同时也设有24小时急救中心。
马西为北埃松省中心医院（Groupe hospitalier Nord-Essonne）的服务范围，后者为法国的一个区域性医疗机构，该医院奥赛病区（site Orsay）距离马西市区约6公里，设有床位185个，是这一区域规模最大的公立综合性医院。

### 住房
2017年，马西境内共有各类住房23,341套，其中10.7%为独立式居民区，主要分布于市区西部；88.4%为集中式居民区，主要分布于市区东北部。在所有合法的马西居民中，42.5%的为房屋所有者，55.6%为房屋租客（其中38.6%为社会保障性住房），常住房屋占马西市镇范围内居民建筑总量的10.7%。
马西境内的房屋管理事务由巴黎-萨克莱城市圈公共社区和马西市政府共同管理，其中公共社区负责执行和贯彻法国住建部颁发的各类住房法律法规，包括居民住房改造提升计划（OPAH），而马西市政府则负责其市镇范围内新建社会性住房的租售管理，2018年，当地共建成137套T1及T2户型的房屋，同时为当地28岁以下的在校学生群体提供学生公寓出租服务。

### 商业
2019年，马西境内共有各类实体商铺837家，其中餐厅151家、大型超市13家、杂货店17家、面包房18家、肉铺13家、书店9家、银行门店25家、美容美发店51家、汽车维修店32家。
马西境内有两处大型商业街区：
- -X%：位于马西市区中东部，亚特兰蒂斯街区北侧，是一个大型开放式的商业中心，该商业区以科拉超市（法语：Cora (grande distribution)）为主体，配套有其下属的加油站、咖啡馆、提货中心，另有麦当劳、葉露芝、布朗热电气商场（法语：Boulanger (entreprise)）、卡马伊约（法语：Camaïeu (entreprise)）等商业团体入驻[2]。2020年2月，当地政府曾提出该商业中心的改造计划[社 26]。
- 法兰西亚德（Les Franciades）：位于马西市区东北部，是一个集中式的商业购物中心，建成于1965年5月13日，是法国巴黎南郊最早建成的集中式购物中心[史 15]，该商业区以家乐福为主体，附近有数十家餐饮、服饰、美容、娱乐等项目的配套商铺，马西歌剧院亦位于其附近[2]。

此外，自21世纪10年代以来，马西-帕莱索站东南侧也逐渐形成了一个小型的新兴商业街区，属于附近居民区的配套设施。

### 环境
马西的环境事务由市政府和其所属的公共社区共同负责，马西境内建有一处垃圾处理中心，每周定期向公众开放。此外，当地市政府常组织当地民众参与街道清理活动。
2019年，马西境内共有7家污染企业。距离马西最近的环境监测点位于卡尚境内，该地2019年测得的二氧化氮浓度平均值为30µg/m³、臭氧浓度平均值为43µg/m³、二氧化硫浓度平均值为1µg/m³、颗粒物平均值为19µg/m³。距离马西最近的水体监测点则位于奥赛境内，该地2014年测得的水体坤化物浓度为1.2µg/L、汞化物浓度为0.01µg/L、硝酸盐浓度为0.5mg/L、磷酸三正丁酯浓度为0.05µg/L。

### 治安
2019年，马西市镇范围内有两处派出所。距离马西最近的国家宪兵队位于帕莱索境内。马西有一处火灾与事故救援中心，此外马西市政府还组织有青年消防志愿者联盟。
2014年，马西及附近地区共发生各类案件3,463起，其中盗窃类案件2,005起，经济类案件267起，毒品交易类案件366起。

## 文化
2019年，马西境内共有2家剧场、2家电影院和1家音乐厅。马西歌剧院建成于1993年，是法国歌剧院联盟的成员之一。此外马西市政府提供多媒体中心（Médiathèque），向公众全年开放。

### 城市规划

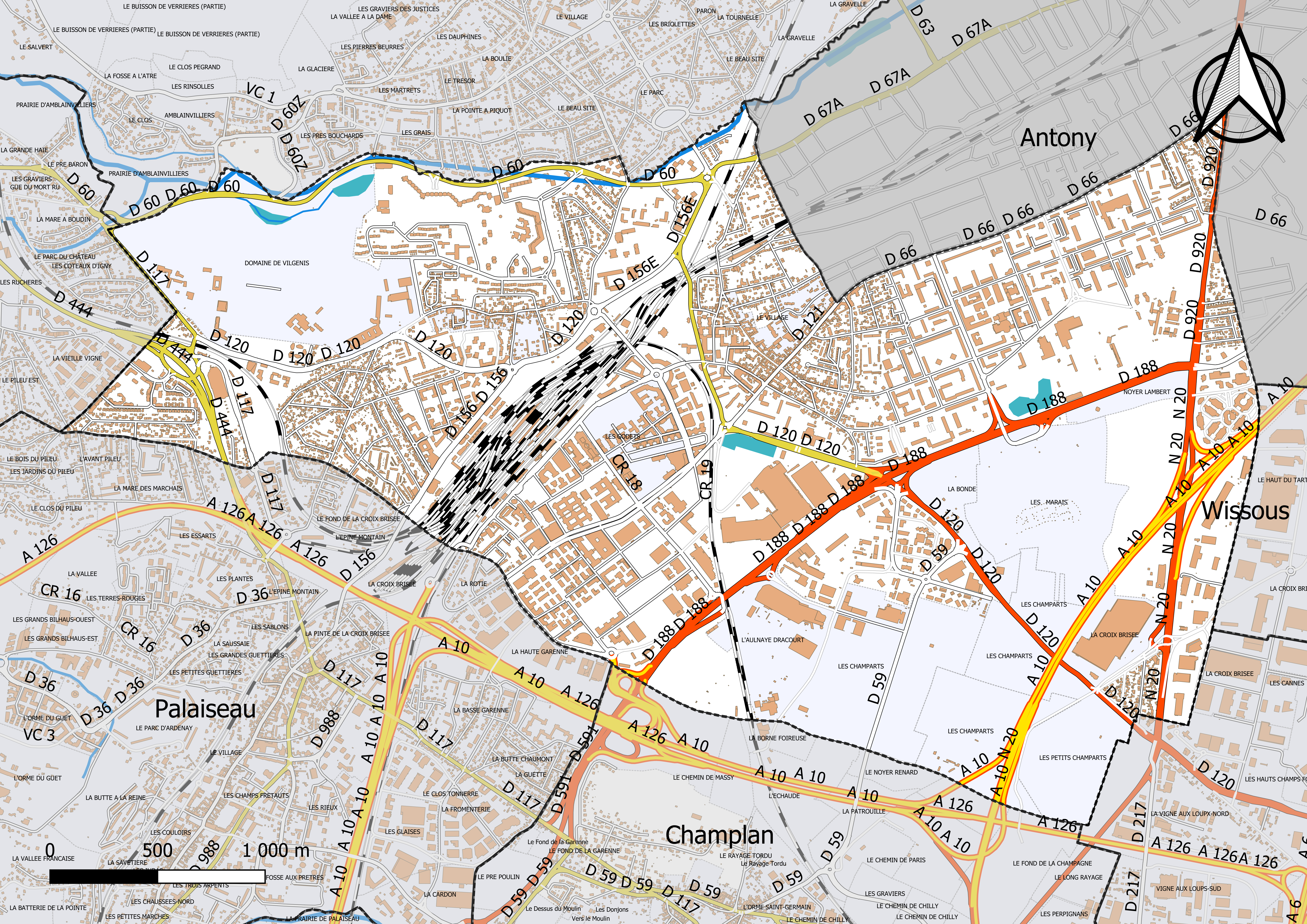
马西市镇范围地图

马西位于巴黎南部，这一区域自二战后人口数量快速增加，至20世纪80年代已基本完成城市化。马西市区最西端为维尔热尼斯城堡公园，森林覆盖率较高；西部和南部为居民区，集中式与独立式建筑混合相建；北部为历史城区，主要建筑保存完整；东北部为现代居民区，大部分建筑建于20世纪末；南部为亚特兰蒂斯街区（Atlantis），境内有大型商业购物中心，也是这一地区重要的绿色街区；东南部为尚帕尔村（Champart），尚未完全开发；最东端靠近国道N20线的部分则有大型建材市场分布。
相比同类型的城市，马西境内有多条地面铁路和快速公路，这些交通线对城市有较为明显的分割作用，为当地的城市总体规划带来了一定的难度。
马西的城市规划事务由马西市政府负责，2020年6月25日，马西市政府颁布了《马西区域城市发展总体规划》（Plan local d'Urbanisme de Massy）的第三次修改方案，为当地未来十年的城市规划提供了参考依据。

### 建筑
马西境内有多处法国国家文物保护单位，其中马西圣玛丽-玛德莲教堂、维尔热尼斯城堡等为当地的代表性建筑物。

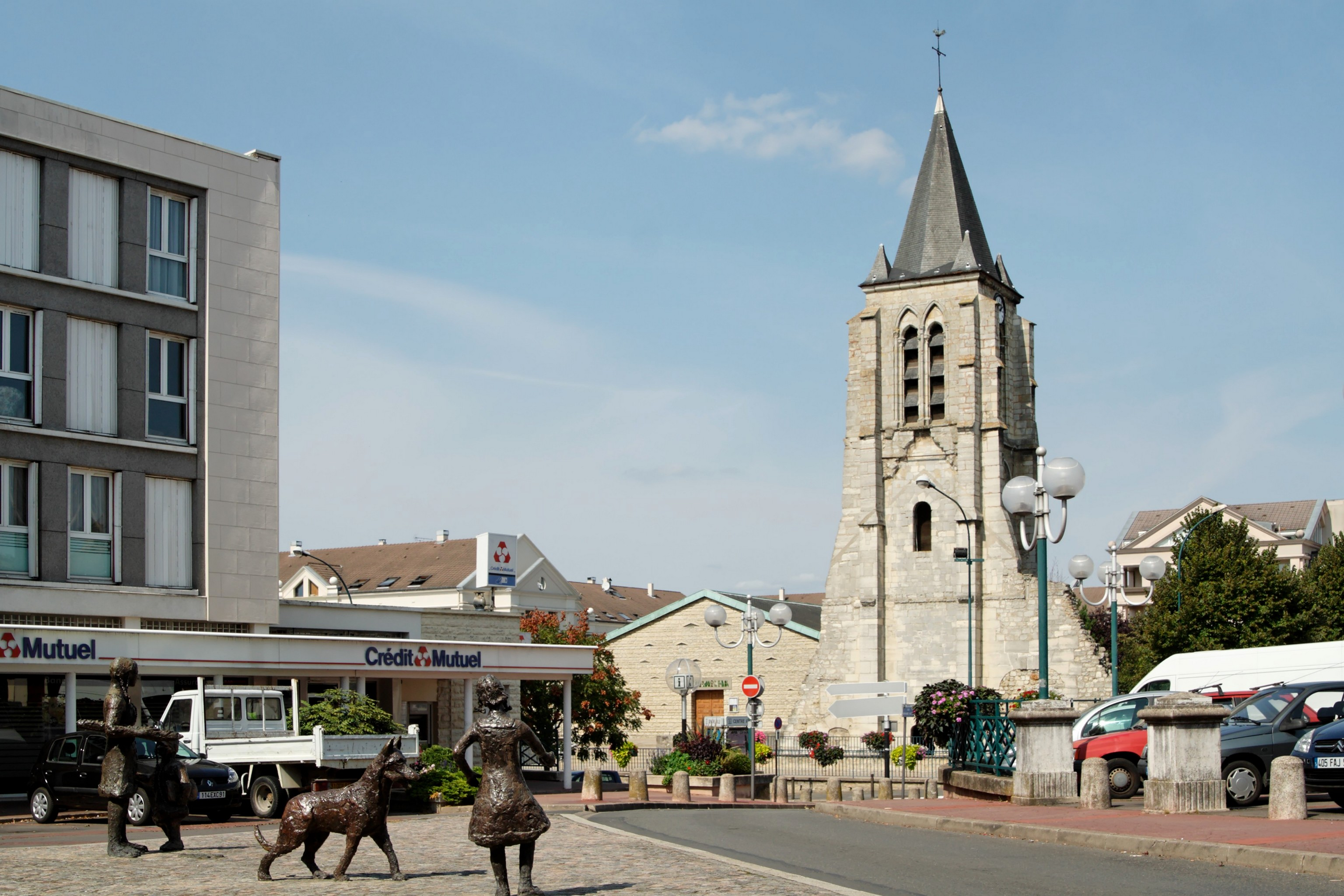
圣玛丽-玛德莲教堂（法语：Église Sainte-Marie-Madeleine de Massy）
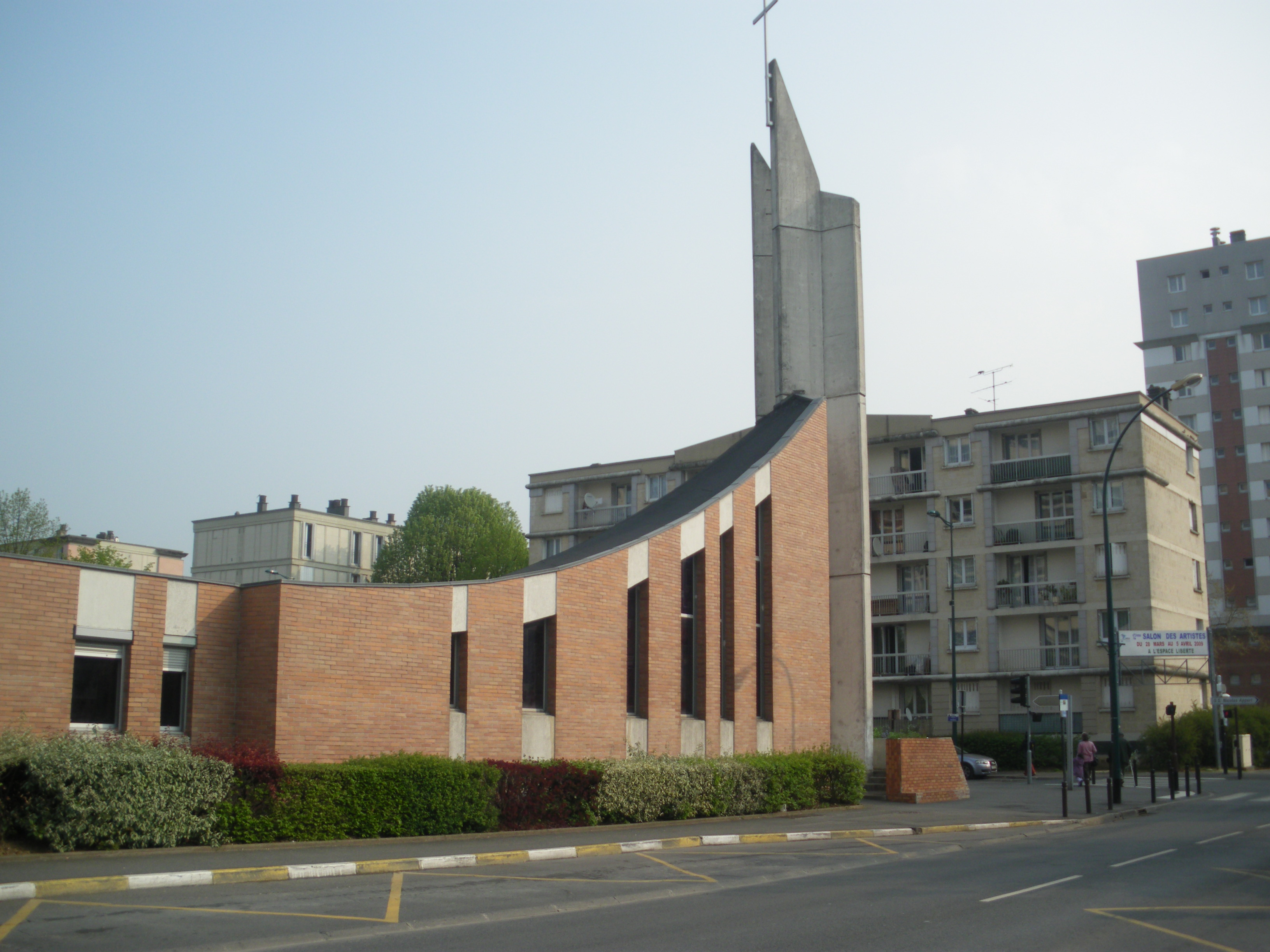
圣保罗教堂
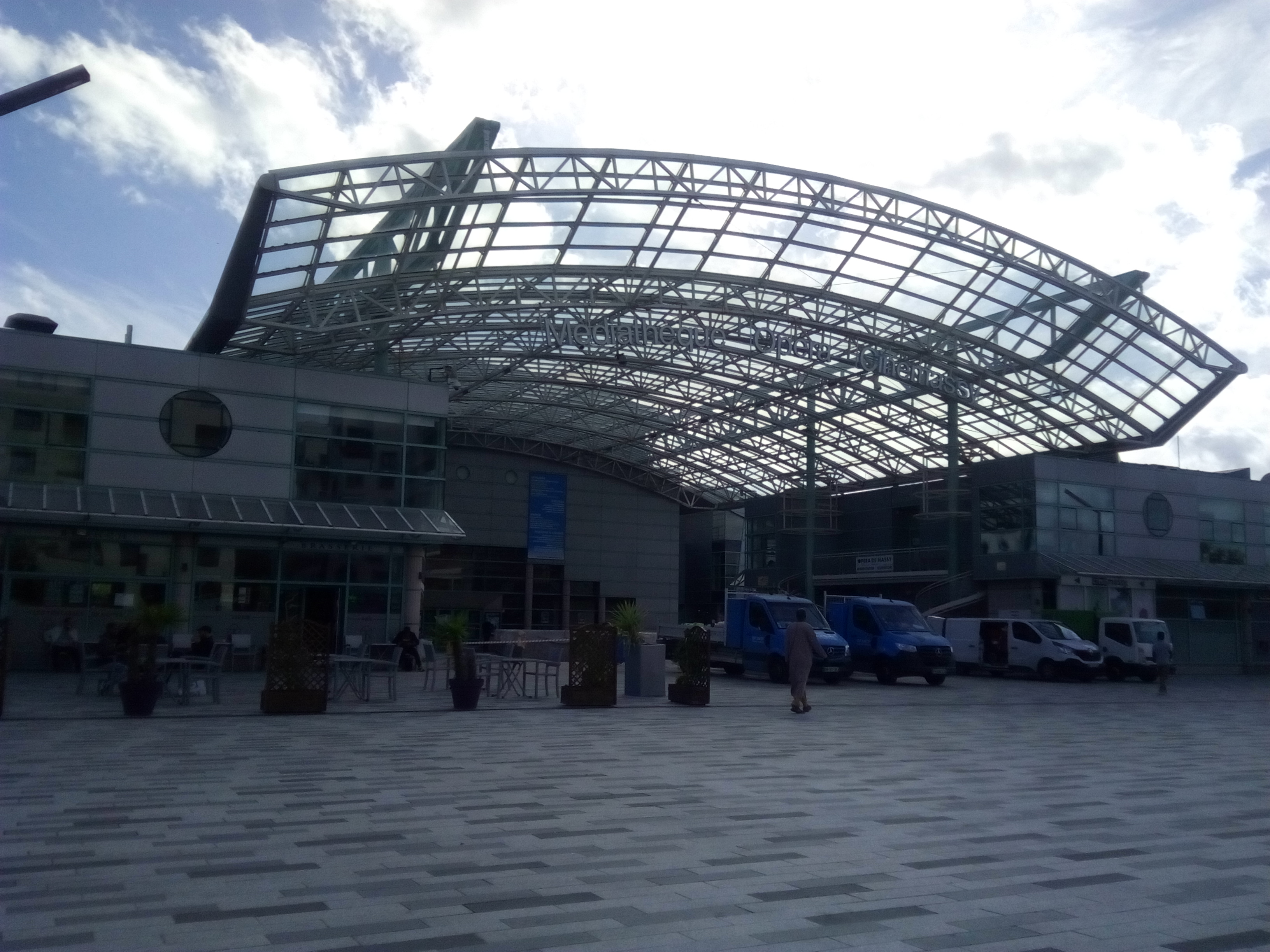
马西歌剧院（法语：Opéra de Massy）
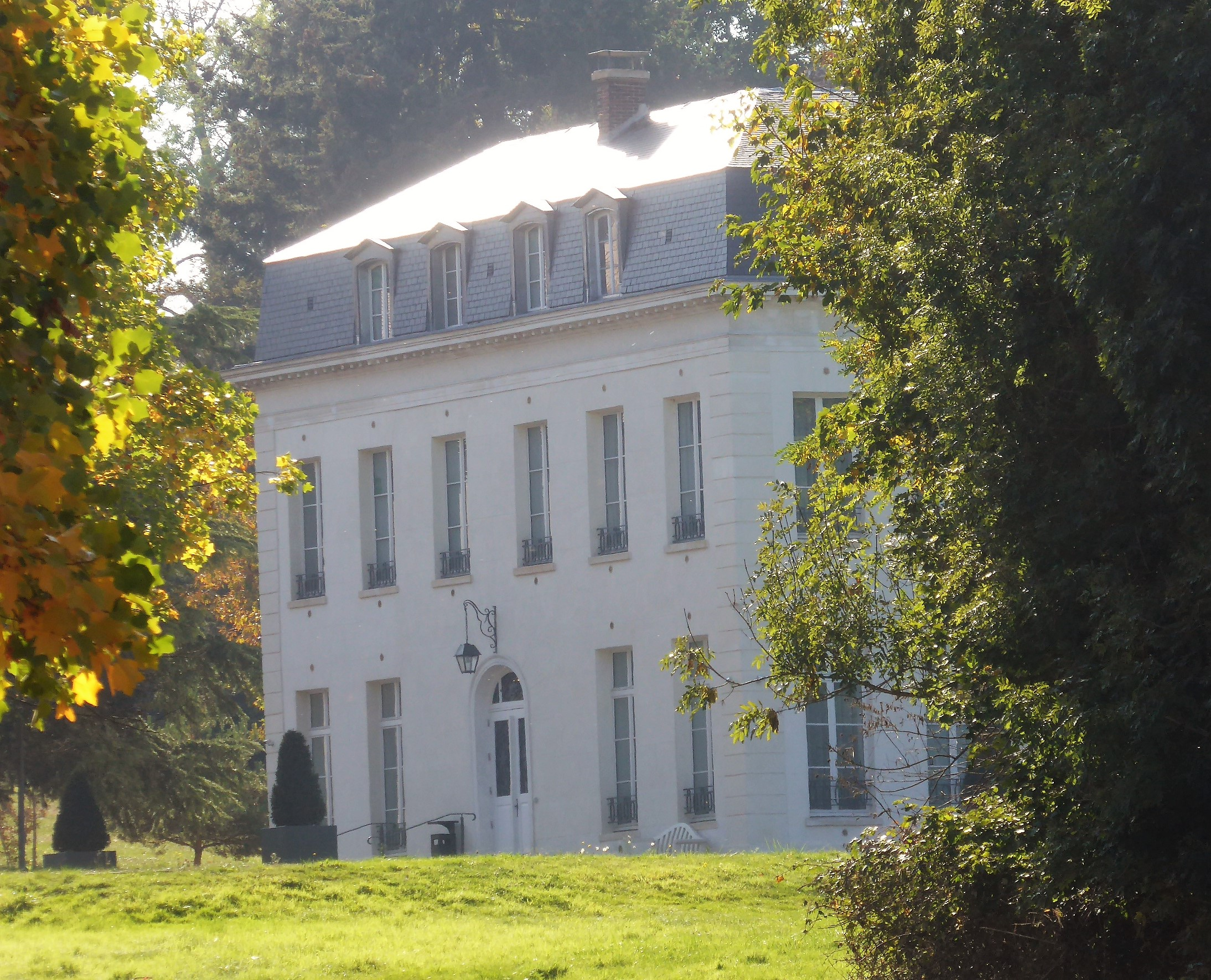
维尔热尼斯城堡（法语：Château de Vilgénis）
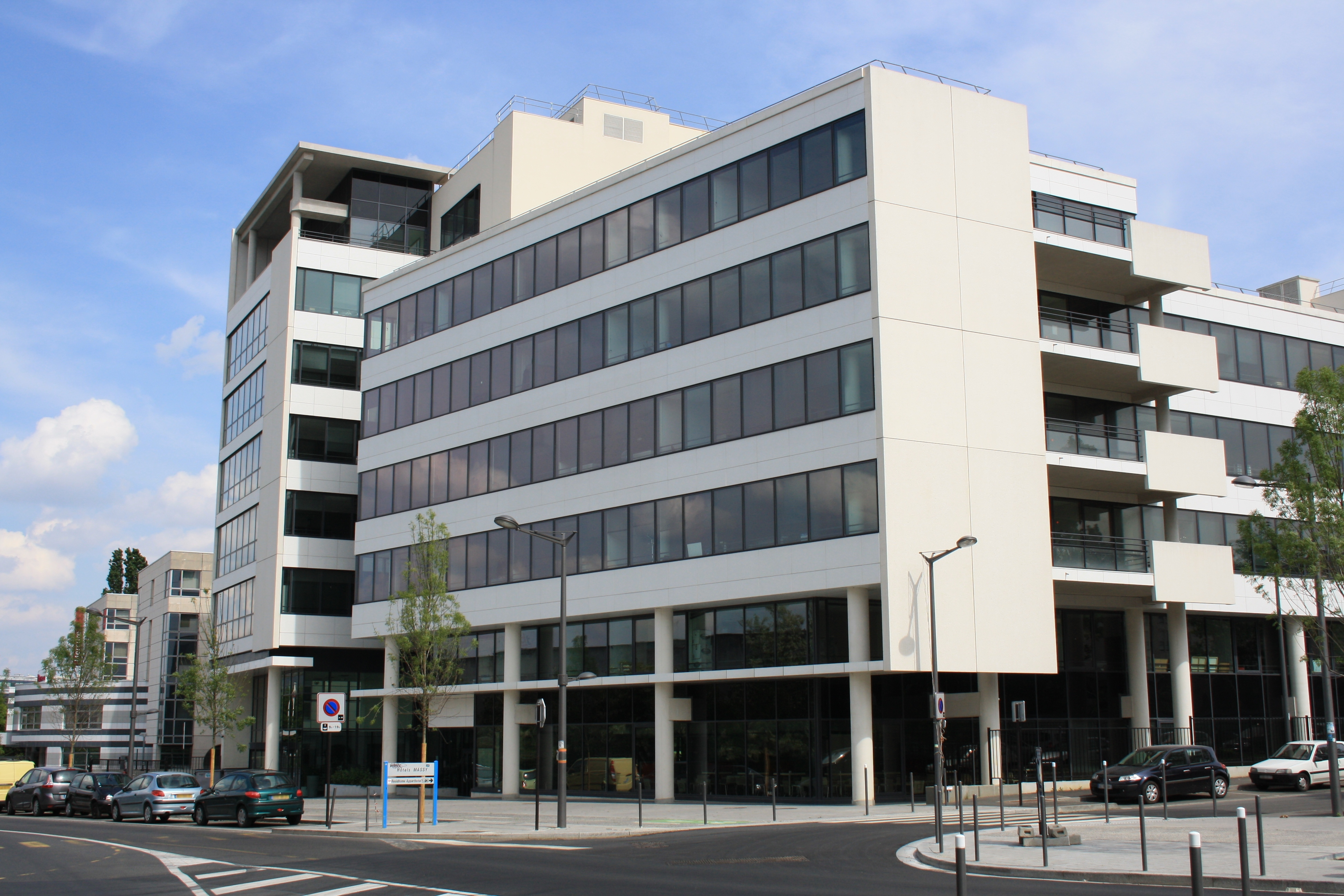
现代办公楼

### 旅游
马西的旅游事务由其所属的巴黎-萨克莱城市圈公共社区负责，后者曾于2019年夏季联合马西市政府共同举办了长距离徒步活动。在接待设施方面，2020年，马西境内共有3家宾馆共计295间房间。

### 宗教
马西和相邻的韦里耶尔勒比松共同组成了“马西-韦里耶尔牧师区”（Secteur pastoral de Massy-Verrière），属于天主教埃夫里-科爾貝埃索納教區。截至2021年1月，马西境内共有三处天主教堂：圣玛丽-玛德莲教堂、圣保罗教堂（Église de Saint Paul）和圣埃斯普里-圣菲亚克教堂（Église de Saint Esprit-Saint Fiacre）。
马西大清真寺是法国首个高环境质量清真寺，始建于2010年，2017年建成，2019年4月7日正式向公众开放。除此之外，马西境内还有另外4处伊斯兰活动中心。马西市政府下属一个穆斯林委员会。
此外，马西境内还有两处犹太教堂。

### 体育

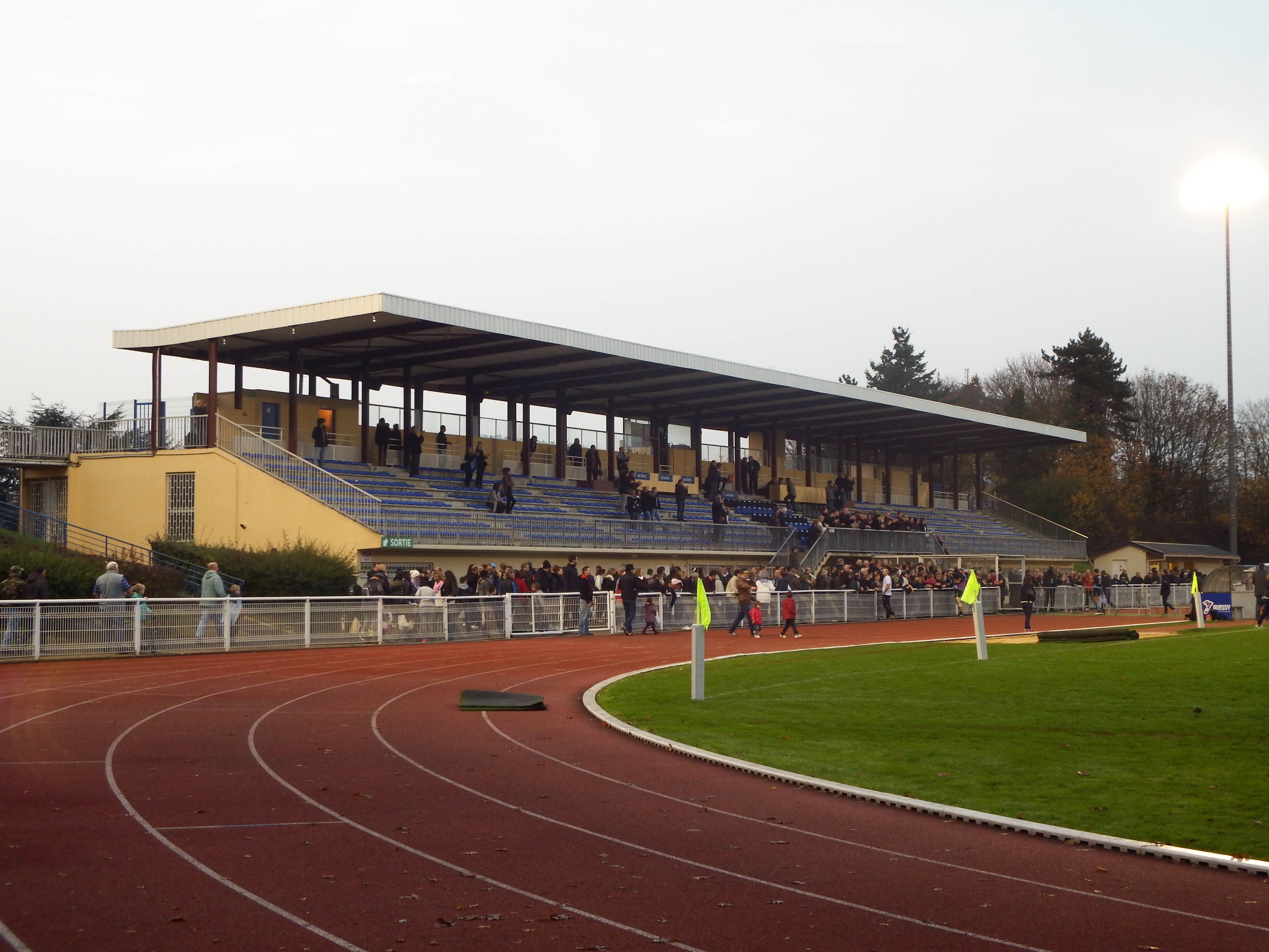
马西朱尔·拉杜梅格球场

2019年，马西境内共有2家游泳池、9间体育馆、1座综合体育场、12处网球场、4处足球或橄榄球场、4处篮球或排球场以及1处高尔夫球场。
马西埃松橄榄球俱乐部是当地的一支橄榄球队，成立于1971年，2020至2021赛季参加法国橄榄球第三级别联赛，其主场朱尔·拉杜梅格球场可同时容纳超过三千名观众，是当地规模最大的体育设施，并于2020年6月完成翻新改造。
在足球方面，2020至2021赛季，马西境内共有六家注册足球队：
- 马西足球俱乐部（Massy 91 F.C.，参加大区足球联赛（法语：Ligue de Paris Île-de-France de football））
- 埃松省活力足球俱乐部（Energy 91，参加大区足球联赛（法语：Ligue de Paris Île-de-France de football））
- 马西商人联盟体育俱乐部（Commerçants Massy F.A.S.，参加大区足球联赛（法语：Ligue de Paris Île-de-France de football））
- 马西学校联盟俱乐部（A. Massy Académie，参加省级足球联赛）
- 巴黎法航体育联盟俱乐部（Air France Paris A.S.，参加省级足球联赛）
- 马西联合五人制足球俱乐部（Massy United Futsal）

马西埃松手球俱乐部成立于1962年，是当地的一支职业手球俱乐部，2020至2021赛季参加法国手球乙级联赛。除此之外，马西还有羽毛球、网球、长跑、瑜伽等项目的体育联盟。

### 媒体

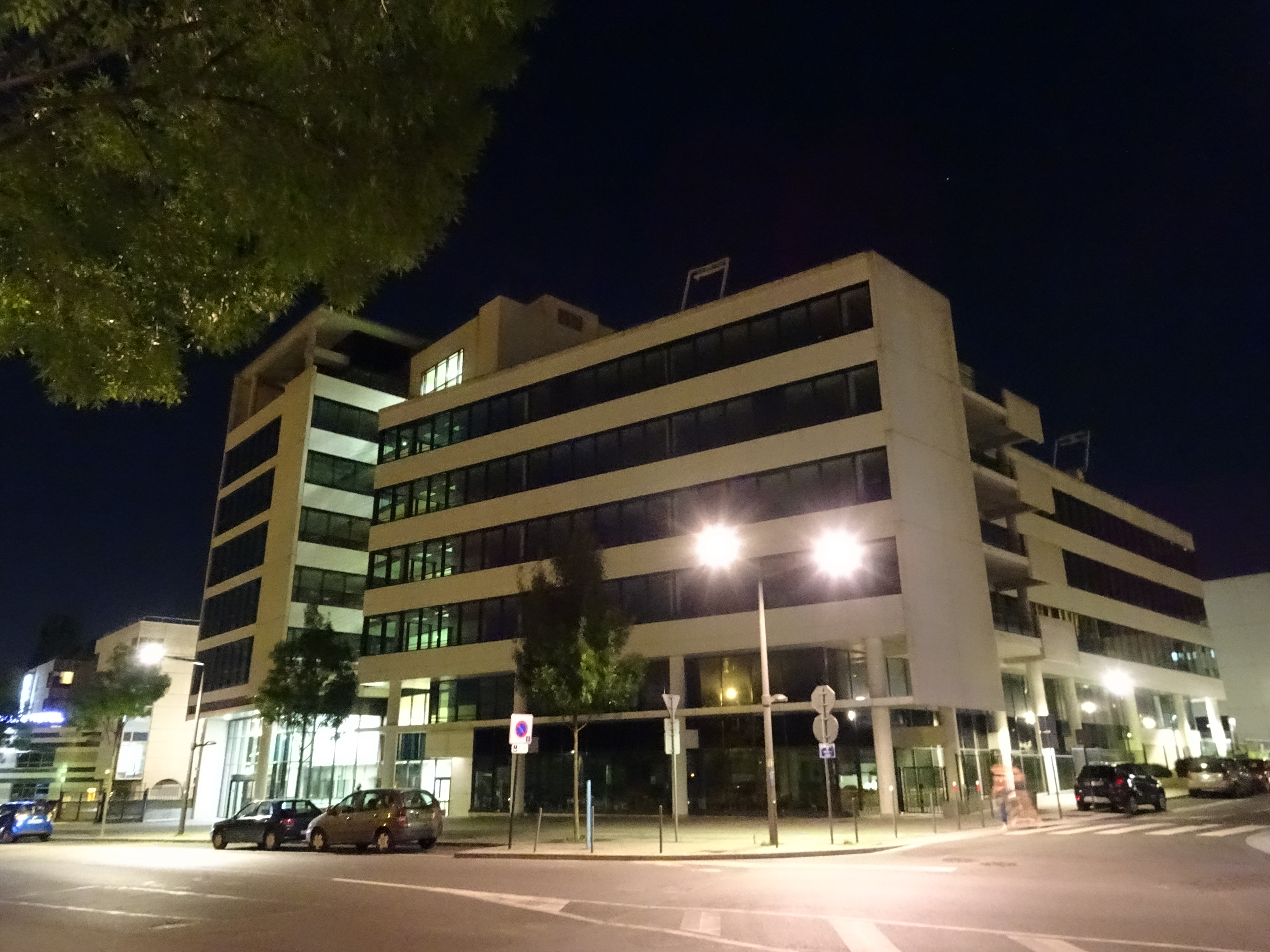
马西商务区夜景

法国主要的媒体均可在马西接收，法国电视三台下属的法兰西岛大区频道在部分时段播出马西所属区域的地方新闻。马西市政府在Facebook、YouTube、Twitter等主要社交网站均开设有官方账号。

## 相关人物
法国足球运动员若安·马夏尔、亚亚·萨诺戈、安東尼·馬斯亞出生于马西。
逝世于马西的主要人物包括拿破仑一世之幼弟热罗姆·波拿巴、法国食品工程师尼古拉·阿佩爾和历史学家努马·德尼·甫斯特尔·德·库朗日。

## 友好城市
截至2021年1月，马西共与两座城市互为友好城市关系：
- 義大利 阿斯科利皮切諾
- 葡萄牙 法鲁

### 著作及网站
- Paul Bailliart. . Paris: Lorisse. 2004. ISBN 978-2843733291 （法语）.
- INSEE. . insee.fr.   [2021-01-10]. （原始内容存档于2021-02-06） （法语）.

### 分类资料
历史类
1. ↑  Hippolyte Cocheris. . Corpus Etampois. 1874 （法语）.
2. ↑  Ernest Nègre. . Genève: Librairie Droz. 1990: 704p. ISBN 978-2-600-02883-7 （法语）.
3. ↑  Elisabeth BORIE.  (PDF). Massy: ARVISPOR. 2006  [2021-01-09]. （原始内容存档 (PDF)于2021-02-06） （法语）.
4. ↑  . onbougegrandparis.fr.   [2021-01-09]. （原始内容存档于2021-02-06）.
5. ↑  JEP.  (PDF). Massy: massystoric.fr. 2017  [2021-01-09]. （原始内容存档 (PDF)于2021-01-11） （法语）.
6. ↑  . domaine-de-monteclin.fr.   [2021-01-09]. （原始内容存档于2021-02-06）.
7. ↑  Paul Bauer. . 2006: 867p. ISBN 978-2-914611-48-0 （法语）.
8. ↑  Département de l'Essonne. . Paris: Flohic. 2001: 1053p. ISBN 2-84234-126-0 （法语）.
9. ↑  . leparisien.fr. 2010-10-05  [2021-01-10]. （原始内容存档于2021-02-06）.
10. ↑  helloasso.com. . helloasso.com.   [2021-01-10]. （原始内容存档于2021-02-06） （法语）.
11. ↑  Patrick Rieder. Les Ed. de la Tour Gile , 编. . Péronnas. 2003: 273p.
12. ↑  Puissance 15. . puissance15.fr. 2014-06-30  [2021-01-10]. （原始内容存档于2021-03-04） （法语）.
13. ↑  . roland.arzul.pagesperso-orange.fr. 2018-12-24  [2021-01-10]. （原始内容存档于2021-02-06）.
14. ↑  . leparisien.fr. 2001-09-28  [2021-01-10]. （原始内容存档于2021-02-06）.
15. ↑  Le Parisien. . leparisien.fr. 2018-02-20  [2021-01-11]. （原始内容存档于2021-02-06） （法语）.

地理类
1. ↑  A.L. Szymanski, M. Le Nir.  (PDF). Massy: BRGM. 2007: 146p  [2021-01-11]. （原始内容存档 (PDF)于2021-02-06） （法语）.
2. ↑  ville de Massy. . ville-massy.fr.   [2021-01-11]. （原始内容存档于2021-02-06） （法语）.
3. ↑  fr.climate-data.org (编). . fr.climate-data.org.   [2021-01-11]. （原始内容存档于2021-01-14） （法语）.
4. ↑  infoclimat.fr (编). . infoclimat.fr.   [2021-01-11]. （原始内容存档于2018-03-20） （法语）.
5. ↑  . infoclimat.fr.   [2021-01-09]. （原始内容存档于2021-01-11） （法语）.
6. ↑  collectivites-locales.gouv.fr. . collectivites-locales.gouv.fr.   [2021-01-09]. （原始内容存档于2017-08-03） （法语）.
7. ↑  ville de Massy. . ville-massy.fr.   [2021-01-09]. （原始内容存档于2021-02-27） （法语）.
8. ↑  insee.fr. . insee.fr.   [2021-01-09]. （原始内容存档于2018-07-24） （法语）.
9. ↑  insee.fr. . insee.fr.   [2021-01-09]. （原始内容存档于2019-04-30） （法语）.
10. ↑  insee.fr. . insee.fr.   [2021-01-09]. （原始内容存档于2018-07-24） （法语）.
11. ↑  sig.ville.gouv.fr. . sig.ville.gouv.fr.   [2021-01-09]. （原始内容存档于2021-01-12） （法语）.
12. ↑  Transilien. . transilien.com.   [2021-01-11]. （原始内容存档于2018-01-15） （法语）.
13. ↑  Transilien. . transilien.com.   [2021-01-09]. （原始内容存档于2021-03-08） （法语）.
14. ↑  ressources.data.sncf.com. . ressources.data.sncf.com.   [2021-01-11] （法语）.
15. ↑  GARES & CONNEXIONS. . garesetconnexions.sncf.   [2021-01-09]. （原始内容存档于2021-02-06） （法语）.
16. ↑  ressources.data.sncf.com. . ressources.data.sncf.com.   [2021-01-11] （法语）.
17. ↑  Transilien. . transilien.com.   [2021-01-09]. （原始内容存档于2021-02-06） （法语）.
18. ↑  ressources.data.sncf.com. . ressources.data.sncf.com.   [2021-01-11] （法语）.
19. ↑  orly-aeroport.fr. . orly-aeroport.fr.   [2021-01-11]. （原始内容存档于2021-04-01） （法语）.
20. ↑  Île de France Mobilité. . iledefrance-mobilites.fr.   [2021-01-09]. （原始内容存档于2021-02-06） （法语）.

社科类
1. ↑  Ministère de l'Intérieur (编). . interieur.gouv.fr.   [2021-01-11]. （原始内容存档于2021-02-06） （法语）.
2. ↑  Ministère de l'Intérieur (编). . interieur.gouv.fr. 2019-05-26  [2021-01-11]. （原始内容存档于2021-02-17） （法语）.
3. ↑  Ministère de l'Intérieur (编). . interieur.gouv.fr.   [2021-01-11]. （原始内容存档于2021-02-06） （法语）.
4. ↑  Ministère de l'Intérieur (编). . interieur.gouv.fr.   [2021-01-11]. （原始内容存档于2021-02-26） （法语）.
5. ↑  .   [2012-01-30]. （原始内容存档于2012-01-08）.
6. ↑  Manageo (编). . manageo.fr.   [2021-01-09]. （原始内容存档于2022-03-19） （法语）.
7. ↑  INSEE, Dossier complet - Commune de Massy (91300), EMP T7 - Emplois par catégorie socioprofessionnelle en 2017 （法文）
8. ↑  INSEE, Dossier complet - Commune de Massy (91300), EMP T8 - Emplois selon le secteur d'activité - Industrie / Construction （法文）
9. ↑  INSEE, Dossier complet - Commune de Massy (91300), EMP T8 - Emplois selon le secteur d'activité - Commerce, transports, services divers （法文）
10. ↑  INSEE, Dossier complet - Commune de Massy (91300), EMP T8 - Emplois selon le secteur d'activité - Administration publique, enseignement, santé, action sociale （法文）
11. ↑  Le Figaro (编). . entreprises.lefigaro.fr.   [2021-01-09]. （原始内容存档于2021-04-29） （法语）.
12. ↑  JDN (编). . journaldunet.fr.   [2021-01-09]. （原始内容存档于2021-02-28） （法语）.
13. ↑  JDN (编). . journaldunet.fr.   [2021-01-09]. （原始内容存档于2021-02-06） （法语）.
14. ↑  JDN (编). . journaldunet.fr.   [2021-01-09]. （原始内容存档于2021-02-06） （法语）.
15. ↑  Académie de Versailles (编). . ac-versailles.fr.   [2021-01-09]. （原始内容存档于2020-05-09） （法语）.
16. ↑  . linternaute.com.   [2021-01-09]. （原始内容存档于2021-02-06） （法语）.
17. ↑  . villedata.fr.   [2021-01-09]. （原始内容存档于2021-02-06） （法语）.
18. ↑  . linternaute.com.   [2021-01-09]. （原始内容存档于2021-01-13） （法语）.
19. ↑  . le-guide-sante.org.   [2021-01-09]. （原始内容存档于2021-02-06） （法语）.
20. ↑  Ramsay Santé - Hôpital privé Jacques Cartier. . hopital-prive-jacques-cartier-massy.ramsaygds.fr.   [2021-01-10]. （原始内容存档于2021-04-07） （法语）.
21. ↑  . demarchesadministratives.fr.   [2021-01-09]. （原始内容存档于2021-02-06） （法语）.
22. ↑  FHF. . etablissements.fhf.fr.   [2021-01-09]. （原始内容存档于2021-02-06） （法语）.
23. ↑  . linternaute.com.   [2021-01-09]. （原始内容存档于2021-02-06） （法语）.
24. ↑  CA Paris Saclay. . paris-saclay.com.   [2021-01-11]. （原始内容存档于2021-04-10） （法语）.
25. ↑  ville de Massy. . ville-massy.fr.   [2021-01-11]. （原始内容存档于2021-02-06） （法语）.
26. ↑  Le Parisien. . leparisien.fr. 2020-02-26  [2021-01-11]. （原始内容存档于2021-02-06） （法语）.
27. ↑  . linternaute.com.   [2021-01-09]. （原始内容存档于2021-02-06） （法语）.
28. ↑  Ville de Massy. . ville-massy.fr.   [2021-01-11]. （原始内容存档于2021-02-06） （法语）.
29. ↑  paris-saclay.com. . paris-saclay.com.   [2021-01-11]. （原始内容存档于2020-09-20） （法语）.
30. ↑  . linternaute.com.   [2021-01-09]. （原始内容存档于2021-02-06） （法语）.
31. ↑  linternaute (编). . linternaute.   [2021-01-10]. （原始内容存档于2021-02-06） （法语）.
32. ↑  linternaute (编). . linternaute.   [2021-01-10]. （原始内容存档于2021-02-06） （法语）.
33. ↑  demarchesadministratives.fr. . demarchesadministratives.fr.   [2021-01-10]. （原始内容存档于2021-02-06） （法语）.
34. ↑  demarchesadministratives.fr. . demarchesadministratives.fr.   [2020-12-15]. （原始内容存档于2021-02-06） （法语）.
35. ↑  SDIS 91. . sdis-91.fr.   [2021-01-10]. （原始内容存档于2021-01-12） （法语）.
36. ↑  ville de Massy. . ville-massy.fr.   [2021-01-10]. （原始内容存档于2021-02-06） （法语）.
37. ↑  . linternaute.com.   [2021-01-09]. （原始内容存档于2021-03-03） （法语）.
38. ↑  ville de Massy. . ville-massy.fr.   [2021-01-10]. （原始内容存档于2021-02-06） （法语）.
39. ↑  France 3 Ile-de-france (编). . france3-regions.francetvinfo.fr.   [2021-01-09] （法语）.[]

文化类
1. ↑  . letudiant.fr.   [2021-01-10]. （原始内容存档于2021-02-06） （法语）.
2. ↑  . agroparistech.fr.   [2021-01-10]. （原始内容存档于2021-04-30） （法语）.
3. ↑  Ville de Massy. . ville-massy.fr.   [2021-01-11]. （原始内容存档于2021-02-06） （法语）.
4. ↑  . mediatheque.ville-massy.fr.   [2021-01-10]. （原始内容存档于2021-02-06） （法语）.
5. ↑  CA Paris Saclay. . destination-paris-saclay.com.   [2021-01-10]. （原始内容存档于2021-02-26） （法语）.
6. ↑  Ville de Massy. . ville-massy.fr.   [2021-01-10]. （原始内容存档于2021-02-06） （法语）.
7. ↑  SECTEUR PASTORAL DE MASSY-VERRIÈRES. . massy-verrieres.catholique.fr.   [2021-01-10]. （原始内容存档于2021-04-04） （法语）.
8. ↑  cmm-asso.fr. . cmm-asso.fr.   [2021-01-10]. （原始内容存档于2021-02-06） （法语）.
9. ↑  lamosqueeducoin.com. . lamosqueeducoin.com.   [2021-01-10]. （原始内容存档于2021-02-06） （法语）.
10. ↑  ville de Massy. . ville-massy.fr.   [2021-01-10]. （原始内容存档于2021-02-06） （法语）.
11. ↑  Alloj. . alloj.com.   [2021-01-10]. （原始内容存档于2021-02-26） （法语）.
12. ↑  Le Parisien (编). . leparisien.fr. 2020-06-16  [2021-01-09]. （原始内容存档于2021-02-06） （法语）.
13. ↑  FÉDÉRATION FRANÇAISE DE FOOTBALL - LIGUE DE PARIS ILE-DE-FRANCE (编). . paris-idf.fff.fr.   [2021-01-09]. （原始内容存档于2021-02-06） （法语）.
14. ↑  lnh.fr (编). . lnh.fr.   [2021-01-11]. （原始内容存档于2021-03-03） （法语）.
15. ↑  Ville de Massy (编). . ville-massy.fr.   [2021-01-09]. （原始内容存档于2021-02-06） （法语）.
16. ↑  Le Parisien (编). . leparisien.fr. 2016-02-10  [2021-01-11]. （原始内容存档于2021-02-06） （法语）.

### 综合资料
1. 1 2 3 4  communes.com. . communes.com.   [2021-01-09]. （原始内容存档于2021-02-06） （法语）.
2. 1 2 3 4 5 6 7 8 9 10 11 12 13 14 15 16 17 18 19 20 21 22 23 24  Géoportail. . Géoportail.   [2021-01-09]. （原始内容存档于2017-01-29） （法语）.
3. 1 2 3 4 5 6 7 8 9  Paul Bailliart. . Paris: Lorisse. 2004. ISBN 978-2843733291 （法语）.
4. 1 2 3 4  . massy.agripolis.net.   [2021-01-09]. （原始内容存档于2021-02-06）.
5. 1 2  Cassini. . cassini.ehess.fr.   [2021-01-09]. （原始内容存档于2016-03-03） （法语）.
6. 1 2  . linternaute.com.   [2021-01-09]. （原始内容存档于2021-02-06） （法语）.
7. 1 2  Le Monde (编). . lemonde.fr.   [2021-01-09]. （原始内容存档于2021-05-21） （法语）.
8. 1 2  . linternaute.fr.   [2021-01-09]. （原始内容存档于2021-04-30） （法语）.
9. ↑  , 2017-12-27, Wikidata Q156616
10. ↑  , 法国国家统计与经济研究所, 2018-12-27, Wikidata Q63330390, （原始内容存档于4 January 2019） （法语）
11. 1 2  . linternaute.com.   [2021-01-09]. （原始内容存档于2021-02-06） （法语）.
12. 1 2 3  . linternaute.com.   [2021-01-09]. （原始内容存档于2021-02-06） （法语）.